# Севастополь
Севасто́поль (МФА: [seʋɐˈstɔpɔlʲ] ( прослухати); від грец. Σεβαστούπολη — «імператорське/величне/шановане місто»; Ак'яр, крим. Aqyar; у 1783—1784 та 1797—1826 роках — Ахтіар, або Ахтіяр) — портове місто на території Кримського півострова. Не входить до складу Автономної Республіки Крим, є одним із 27-ми адміністративних регіонів України.
Місто зі спеціальним статусом, що лежить на південному заході Кримського півострова, на узбережжі численних (понад 30) бухт Чорного моря, найголовніша й найбільша з яких — Севастопольська, де містяться головна база для військово-морських флотів та великі порти. Із заходу й півдня омивають води Чорного моря. На території регіону беруть початок усі три пасма Кримських гір: Зовнішнє, Внутрішнє та Головне.
З березня 2014 року місто тимчасово перебуває під російською незаконною військовою окупацією, що повністю підтверджує Резолюція Генеральної Асамблеї ООН про підтримку територіальної цілісності України.

## Назва
Заснований в 1783 на березі Ахтіарської бухти, назва бухти від поселення Ак'яр (від кримськотатарського ак — «білий», яр — «крутий берег, обрив біля моря»).
Після анексії Кримського ханства в 1784 місто в рамках «Грецького проєкту» російської імператриці Катерини II отримало назву на грецький манір — Севастополь. У перекладі з грецької себастос — «священний», «величний», «шанований», також «Себастос» це візантийський імператорський титул, аналог латинського «Август», поліс — «місто»
У 1797 р. імператор Павло I перейменував місто на Ахтіар, хоча у ті часи паралельно використовувалася назва Севастополь, про що свідчать карти того часу. 1826 року місту повернена назва Севастополь.
На місці Севастополя до XV ст. існувало місто Херсонес (руська версія Корсунь).
На картах початку XX ст. українською мовою зустрічався варіант написання Севастопіль.

## Географія

### Розташування та ландшафт

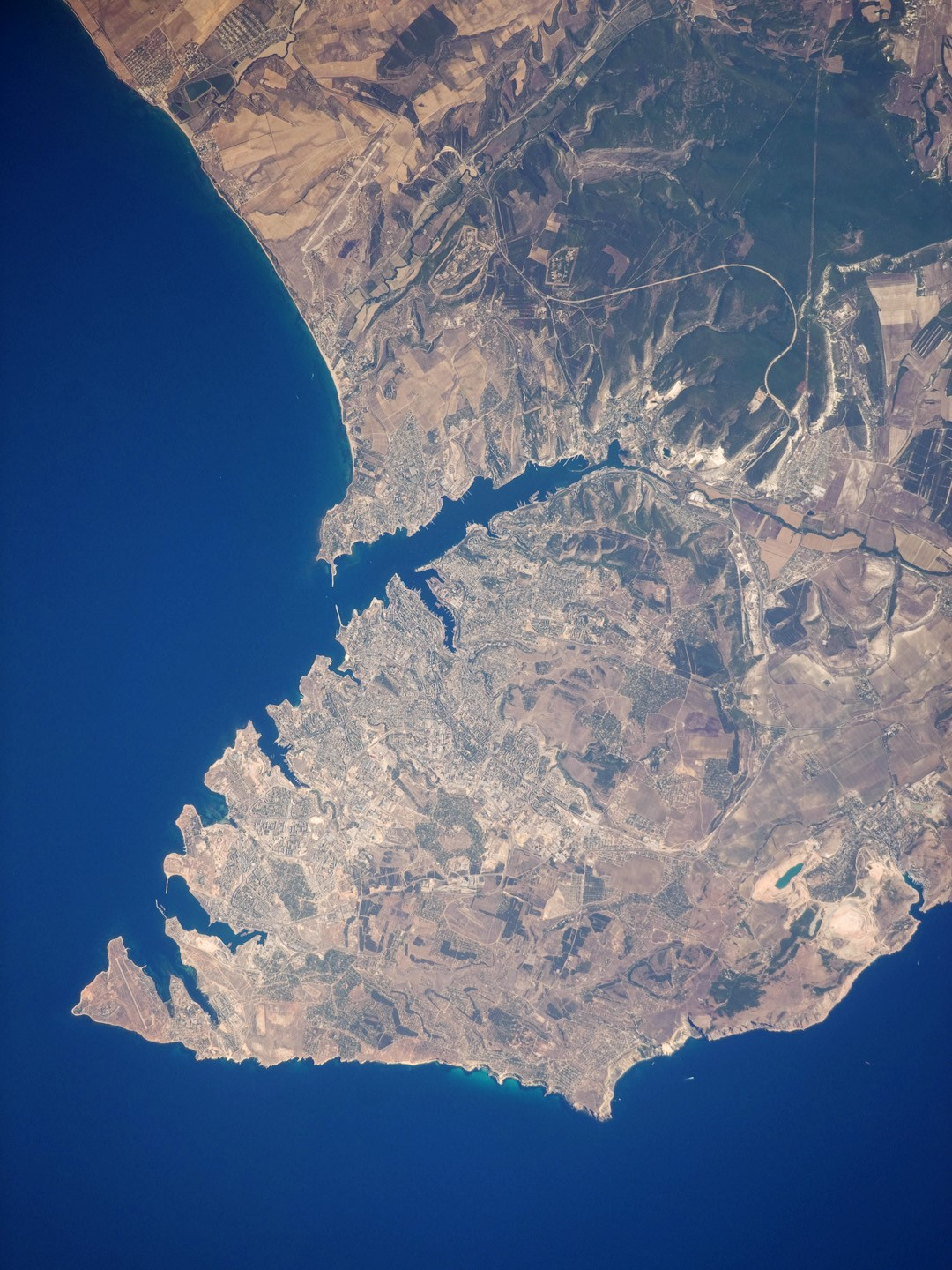
Супутниковий знімок міста

Загальна площа території міста становить 1079 км², при цьому акваторії внутрішніх морських бухт, та інших акваторій займають 216 км².
Місто розташоване в південно-західній частині Криму, основна частина на Гераклейському півострові. Територія Севастопольської міськради межує з адміністративними одиницями Автономної Республіки Крим — на північному сході з Бахчисарайським районом, а на південному сході — з територією Ялтинської міської ради; загальна довжина сухопутних кордонів становить 106 км. На заході і півдні територія, підпорядкована Севастопольській міськраді, обмежена береговою лінією Чорного моря, загальна протяжність якої становить 152 км. Крайніми точками є: на півночі — мис Лукул, на півдні — мис Сарич, на заході — мис Херсонес, на сході — гора Тез-Баір на Ай-Петринській яйлі.
На території Севастопольського регіону беруть початок усі три основні пасма Кримських гір: Південне пасмо — Балаклавськими висотами, Внутрішнє пасмо гряда — Мекензієвими горами, Зовнішнє пасмо — височина Кара-Тау. Помилково, найвищою точкою Севастополя, вважають гору Тарпан-Баїр (Тарапан-Баїр, Трапан-Баїр) 1094.4 метри над рівнем моря, але вершина гори знаходиться на території Бахчисарайського району. Тарпан-Баїр — це гора з куполоподібною оголеною вершиною; її південна частина переходить в схил долини Карадазький Ліс. На південно-західній околиці центрального карстового плато Ай-Петринської яйли, в 4 кілометрах на південний схід від села Родниківське. Найвищою точкою Севастопольської міської ради є гора Чуваш-Кой 1051,9 метри над рівнем моря, яка знаходиться за 1,3 км на північний схід від гори Тарпан-Баїр.
Основні типи ландшафтів: Сасик-Альмінський ковильно-степовий, рівнинно-балковий ландшафт (північна частина міста); Гераклейський зовнішньокуестовий, ксерофітно-фріганний (займає найбільшу площу); Балаклавський низькогірний, окраїно-грядовий, лісочагарниковий (район Балаклави); Байдарський підгірний, гірськоулоговинний, лісостеповій (найменший за площею, на крайньому південному сході Балаклавського району).
По території Севастополя протікають річки Бельбек, Чорна та Кача, що займають в Криму відповідно перше, друге і четверте місце за повноводності.
Узбережжя в районі Севастополя є унікальним для Криму завдяки великій кількості (понад 30) зручних, добре захищених незамерзаючих бухт. Звивисті береги найдовшої Севастопольської бухти більш ніж на вісім кілометрів йдуть углиб півострова. Скелясті миси є природними цитаделями. Севастопольська бухта вважається однією з декількох найзручніших бухт у світі.
Заповідні території Севастополя:
- Козача бухта — загальнозоологічний, гідрологічний заказник всеукраїнського значення.
- Мис Айя — ландшафтний заказник загальнодержавного значення.
- Мис Фіолент — ландшафтний заказник загальнодержавного значення.
- Прибережний аквальний комплекс мису Фіолент.
- Прибережний аквальний комплекс біля Херсонеського заповідника — гідрологічний пам'ятник місцевого значення.
- Сарич-Ласпінський прибережно-аквальний комплекс — гідрологічний пам'ятник природи.
- Скелі Ласпі — заповідне урочище.
- Ушакова балка — ботанічний пам'ятник природи місцевого значення.

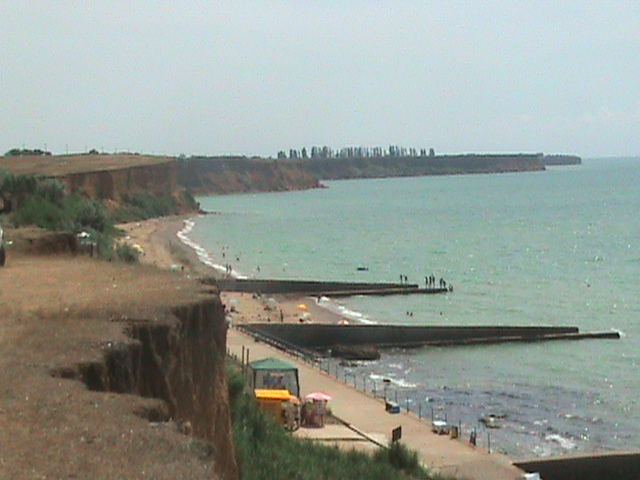
обривистий Західний берег, Андріївка
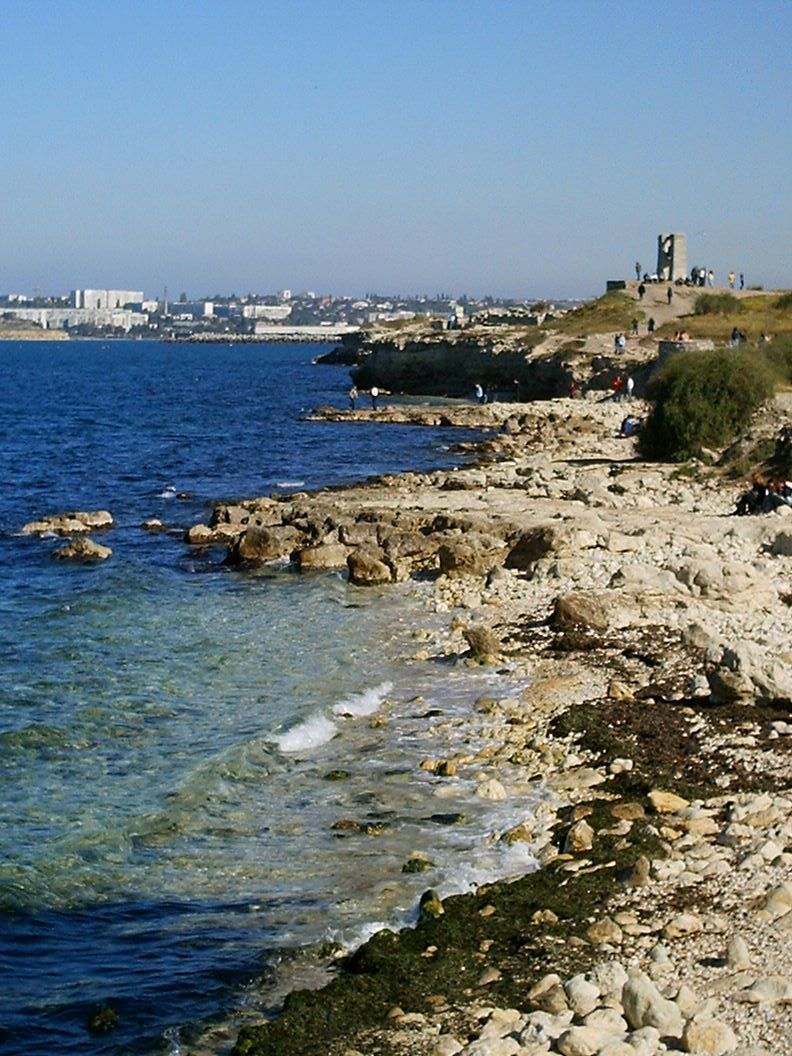
кам’янистий берег Гераклейського півострова, Херсонес
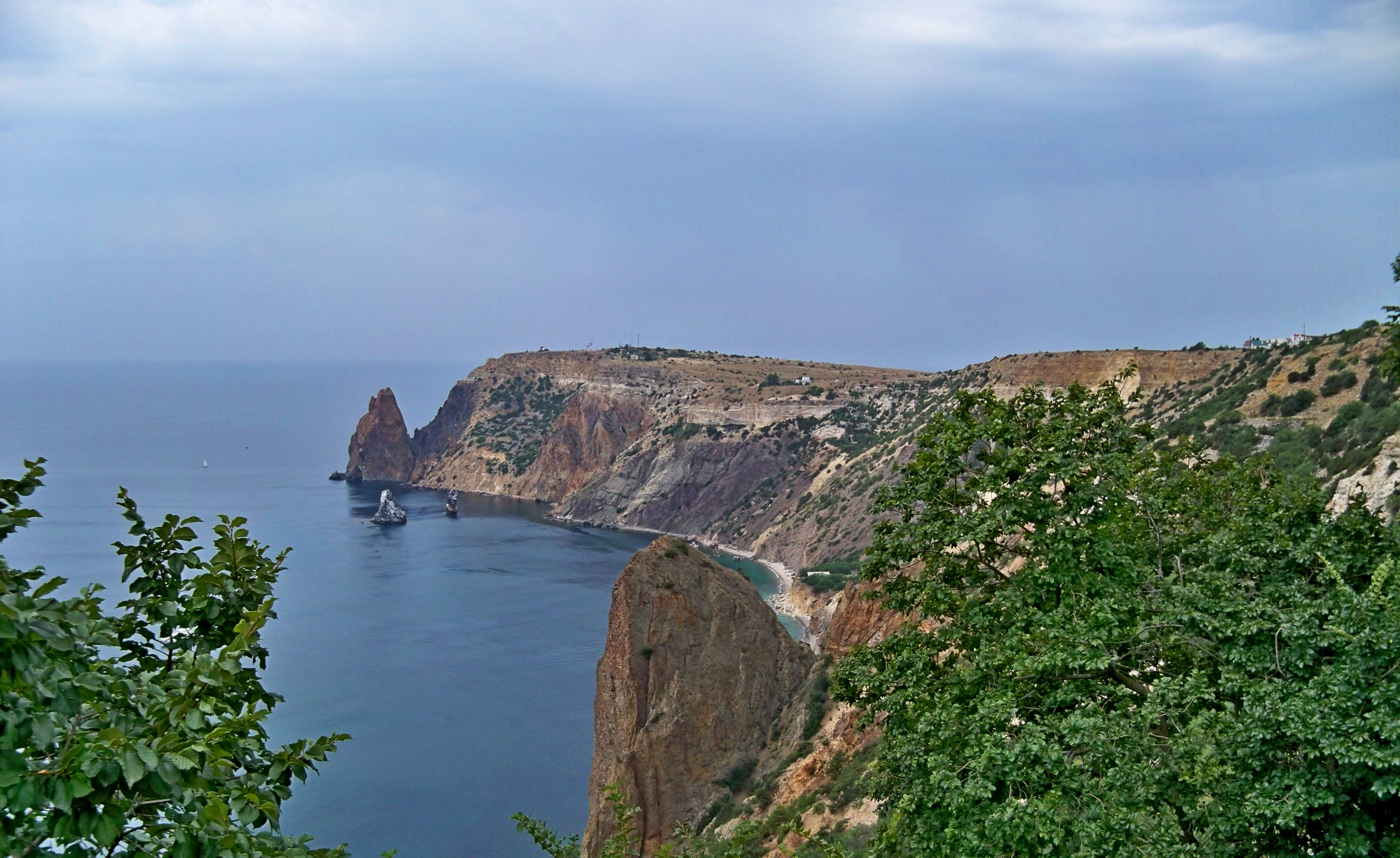
високий берег миса Фіолент
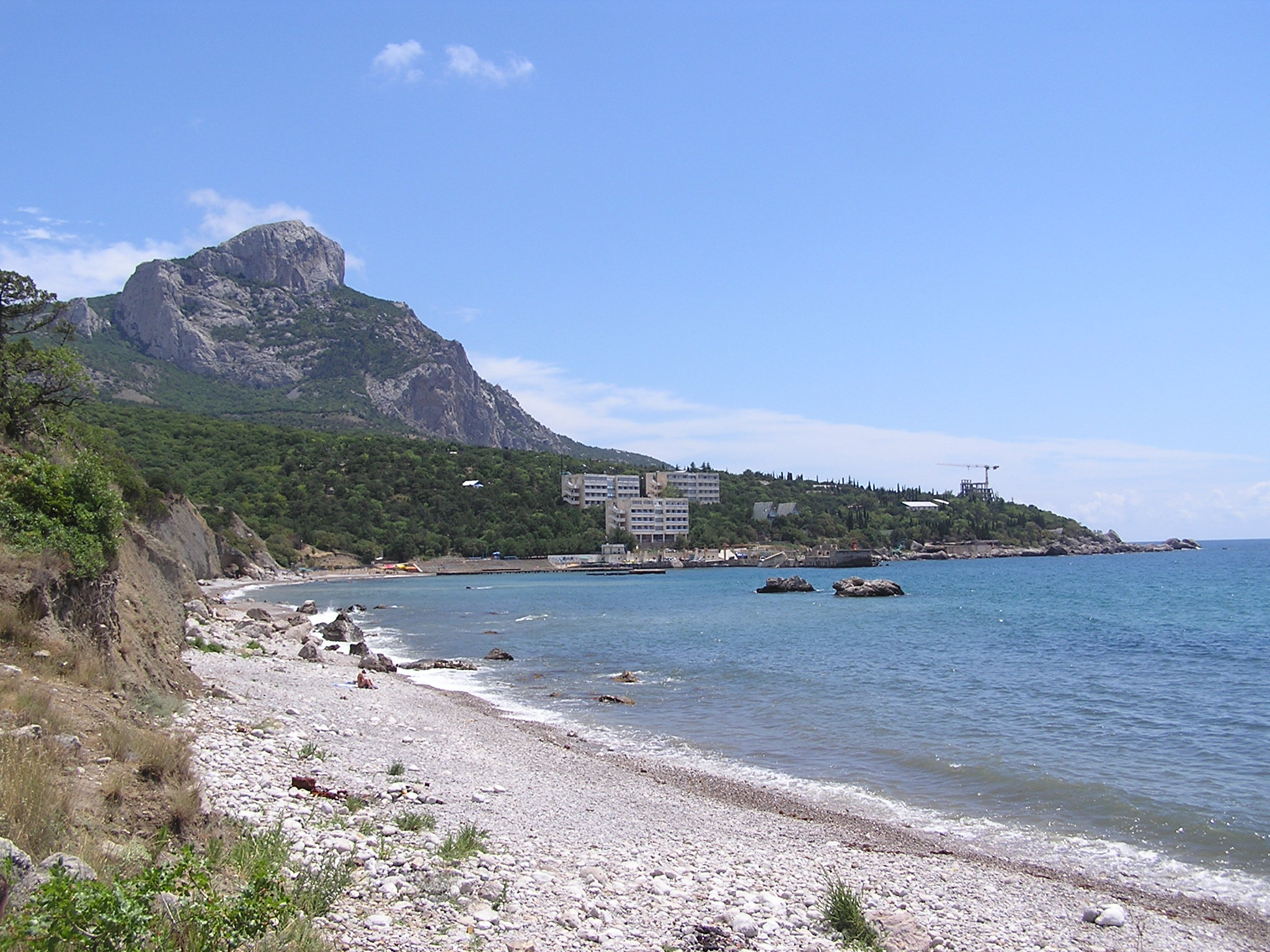
південнобережний ландшафт, Ласпі
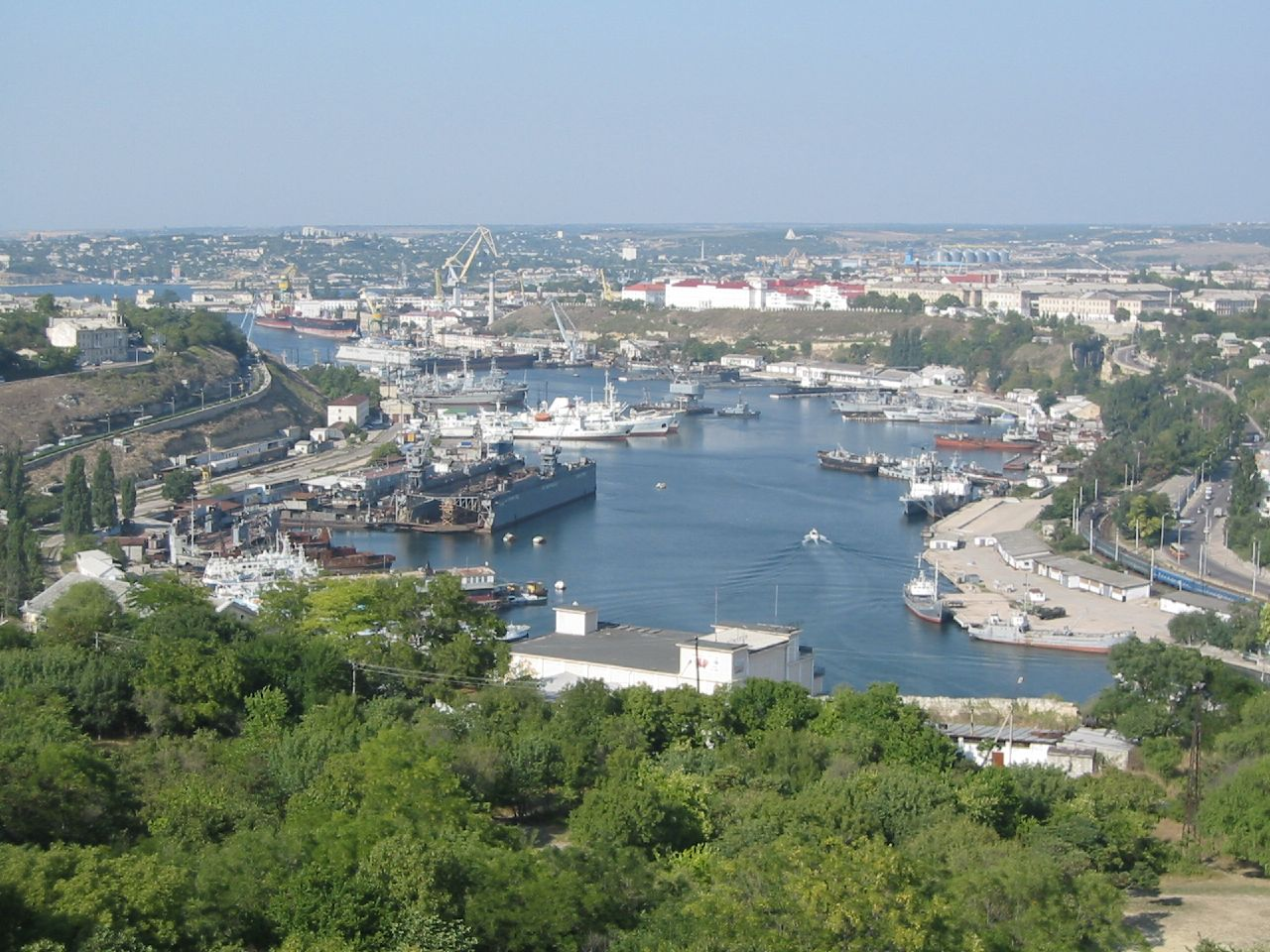
Південна бухта
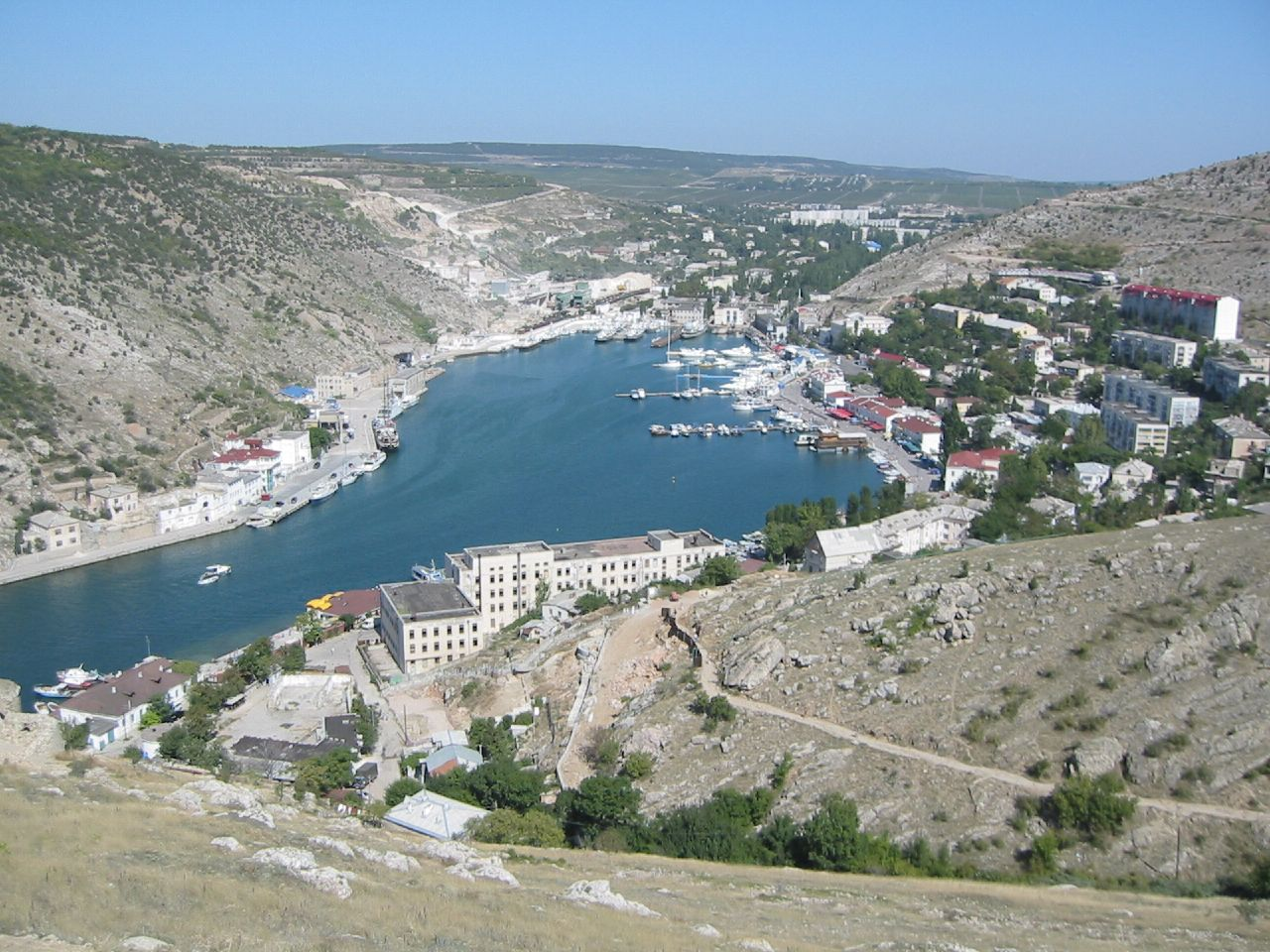
Балаклавська бухта
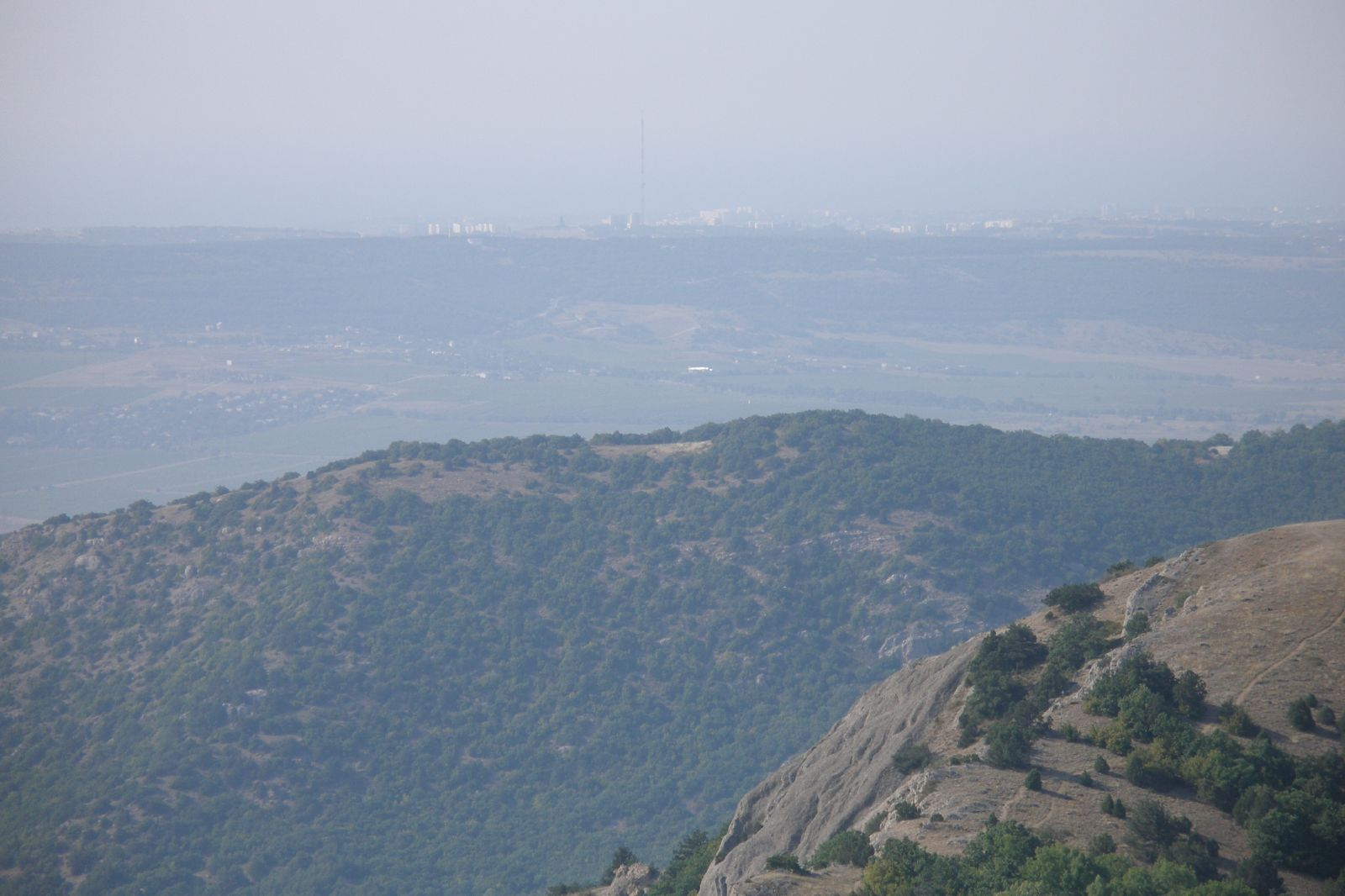
Вид на Севастополь із Балаклавських висот
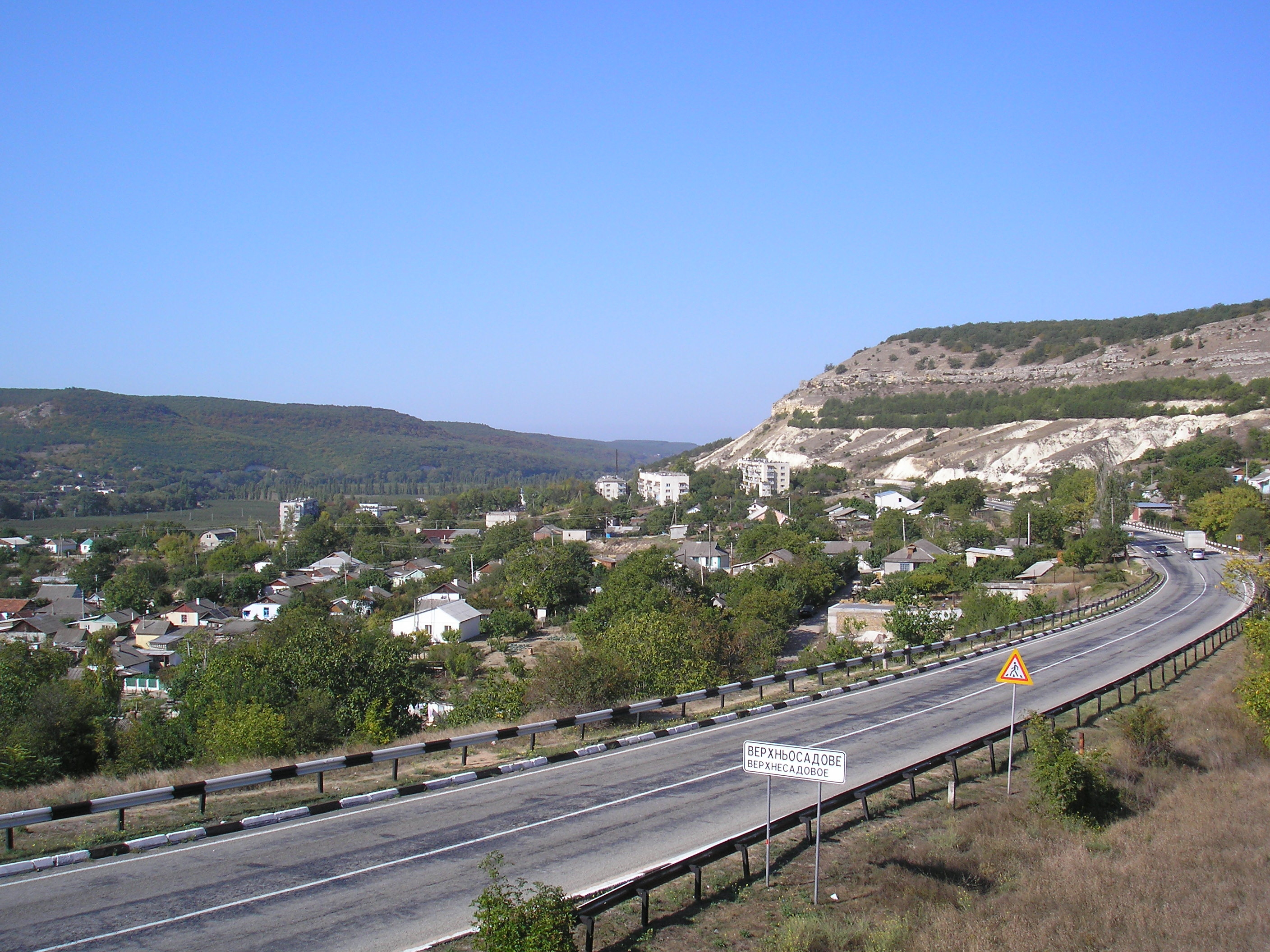
дорога, с.Верхньосадове

### Клімат

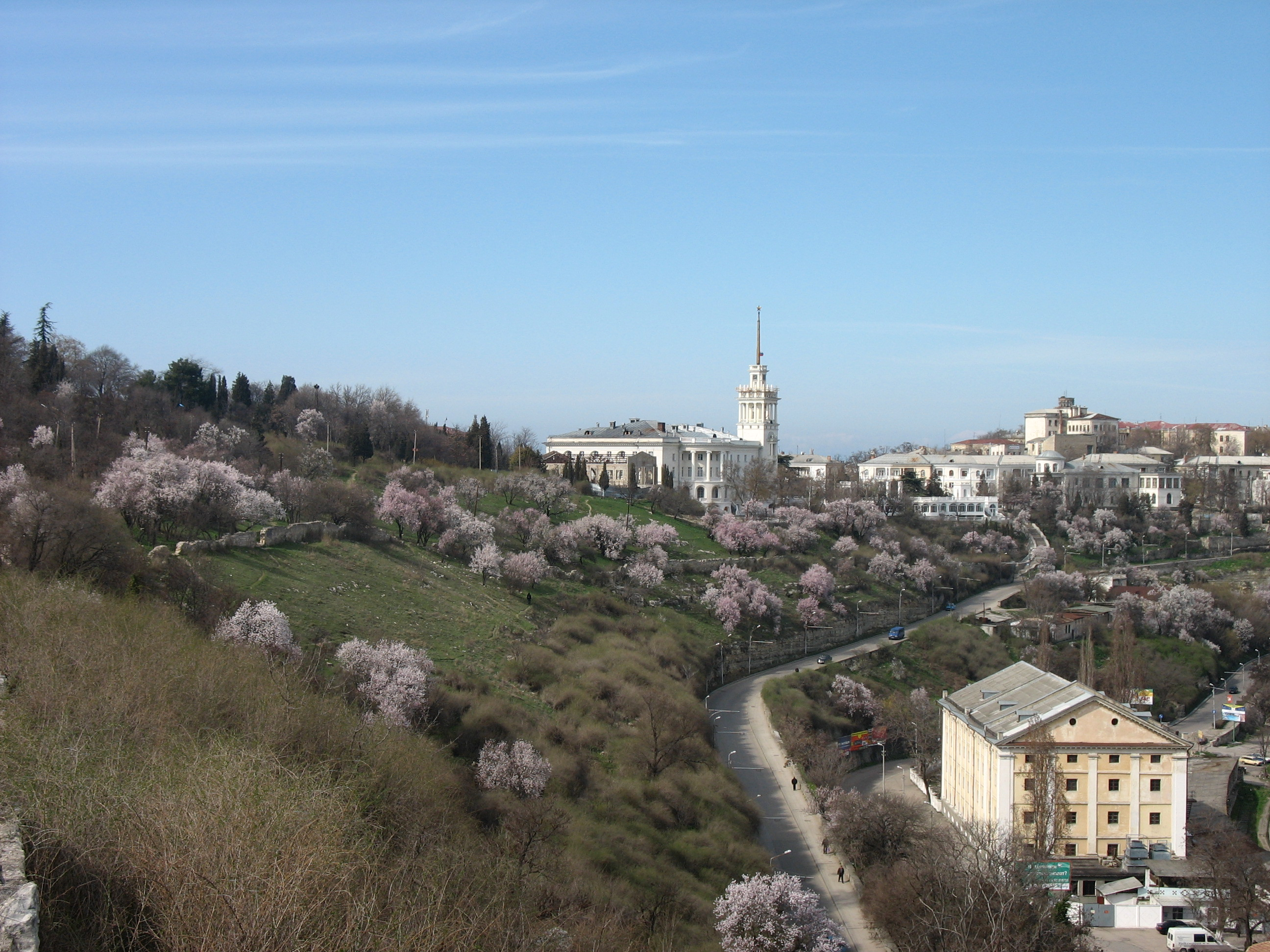
Цвітіння мигдалю на схилі Історичного бульвару

Клімат відносно м'який, морський, помірно континентальний у передгір'ях, помірно континентальний із «відтінками» субтропічного середземноморського типу на південно-східному узбережжі. Середньомісячна температура повітря протягом року завжди вища 0 °C. Найхолоднішим буває лютий +2,6 °C, найтеплішим — липень +22 °C — +24 °C.
| Клімат міста                               | Клімат міста | Клімат міста | Клімат міста | Клімат міста | Клімат міста | Клімат міста | Клімат міста | Клімат міста | Клімат міста | Клімат міста | Клімат міста | Клімат міста | Клімат міста |
| Показник                                   | Січ.         | Лют.         | Бер.         | Квіт.        | Трав.        | Черв.        | Лип.         | Серп.        | Вер.         | Жовт.        | Лист.        | Груд.        |              |
| Середній максимум, °C                      | 5            | 6            | 9            | 15           | 20           | 24           | 27           | 27           | 22           | 16           | 11           | 7            |              |
| Середня температура, °C                    | 2            | 3            | 5            | 11           | 15           | 19           | 22           | 22           | 18           | 12           | 8            | 4            |              |
| Середній мінімум, °C                       | −1           | −1           | 1            | 6            | 10           | 14           | 17           | 17           | 13           | 8            | 3            | 2            |              |
| Середня кількість сонячних годин на місяць | 93           | 87           | 155          | 180          | 248          | 300          | 310          | 279          | 240          | 186          | 90           | 62           |              |
| Норма опадів, мм                           | 57           | 46           | 42           | 36           | 39           | 54           | 44           | 47           | 46           | 41           | 57           | 74           |              |
| Днів з опадами                             | 12           | 11           | 10           | 10           | 9            | 9            | 7            | 8            | 7            | 9            | 11           | 13           |              |
| ------------------------------------------ | ------------ | ------------ | ------------ | ------------ | ------------ | ------------ | ------------ | ------------ | ------------ | ------------ | ------------ | ------------ | ------------ |
| Джерело: weather2travel.com                |              |              |              |              |              |              |              |              |              |              |              |              |              |

Теплий клімат зумовив багату різноманітність міської фауни. Цвітіння при теплій зимі може розпочинається в лютому (першим цвіте мигдаль), при холодній зимі — в березні. В квітні цвітуть плодові (алича, вишня, яблуня), в травні — кущі бузка та спіреї, червоним квітками церціс європейський (або іудине дерево). Влітку найбільш яскраво цвітуть скумпія, гібіскус. Пізніше за всіх квітне ленкоранська акація: її квітки доживають до вересня.

## Історія

### Передісторія

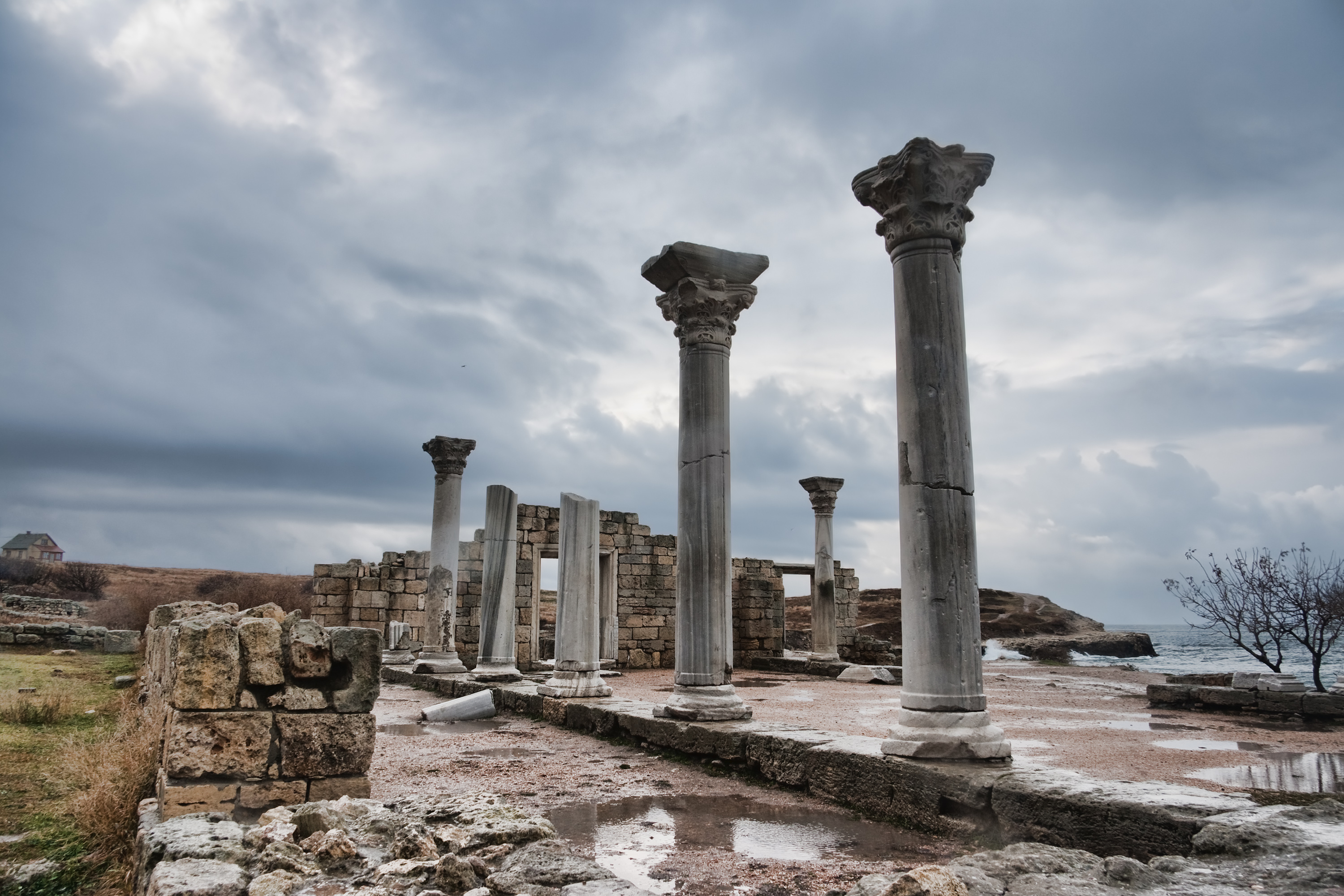
Руїни Херсонеса

На березі Стрілецької бухти у 7—3 тисячоліттях до н. е. існувало неолітичне портове місто, яке належить до кемі-обинської культури
В античну добу територію, на якій розташована частина сучасного Севастополя, займала грецька колонія Херсонес, заснована вихідцями з Гераклеї Понтійської в V столітті до н. е. Пізніше вона входила до складу Римської та Візантійської імперій.
Під час своєї подорожі Херсонес відвідував святий апостол Андрій Первозваний. У Херсонесі прийняв мученицьку смерть апостольський святий Климент, папа Римський. Тут помер від голоду на засланні святий Мартин Сповідник, також папа Римський VII століття. 861 року в Херсонесі на шляху до Хазарії святий рівноапостольний Кирило (тоді ще Костянтин в миру), знайшов мощі святого Климента. Тут він також знайшов абетку (кирилиця).
988 року містом Херсоном (як стало іменуватися місто у візантійський час) оволодів київський князь Володимир Святославич. За легендою, тут він разом із своєю дружиною прийняв християнство (щоправда, не існує ніяких історичних свідчень про місце хрещення Володимира). У 1399 році Херсон був знищений військами Золотої Орди, і його територія спочатку контролювалася князівством Феодоро, а в 1475—1781 роки Османською імперією.
У XVII ст. на березі Севастопольської бухти неподалік Інкермана виникає татарське селище Ак'яр — тобто «біла скеля», або «білий берег». Перша згадка про нього зафіксована у «Османському реєстрі земельних володінь Південного Криму 1680х років», згідно з яким у 1686 році населення Ак'яра нараховувало 23 мусульманські родини, які володіли 827,5 дьонюмами ґрунтів. Фактично Ак'яр був передмістям більшого за розмірами Інкермана і разом з ним підпорядковувався Мангупському кадилику османського Кафінського еялету.
У 1774 році, з приєднанням османських володінь на півострові Кримському ханству Ак'яр також опинився під владою хана, і за його розпорядженням у 1775 році був переданий до Бахчисарайського каймаканства.

### Заснування
|                                                |  |  |
| Ювілейна монета НБУ присвячена 225—річчю міста |  |  |

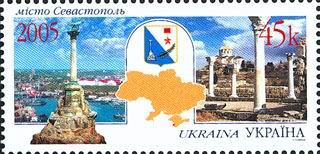
Марка Укрпошти «Україна. Місто Севастополь» (2005)

За результатом Російсько-турецької війни 1768—1774 років Росія встановила фактичний контроль над Кримом. У 1778 році на вході в Ахтіарську бухту під керіництвом Олександра Суворова зводиться земляна фортеця.
У 1783 році Крим був анексований Російською імперією. За розпорядженням Катерини II до західних берегів півострова був направлений фрегат «Обережний» під командуванням капітана II рангу Івана Берсенєва для вибору гавані для військового порту. Оглянувши в квітні 1783 року бухту біля Ак'яра, Берсенєв рекомендував перетворити її на базу для російських кораблів.

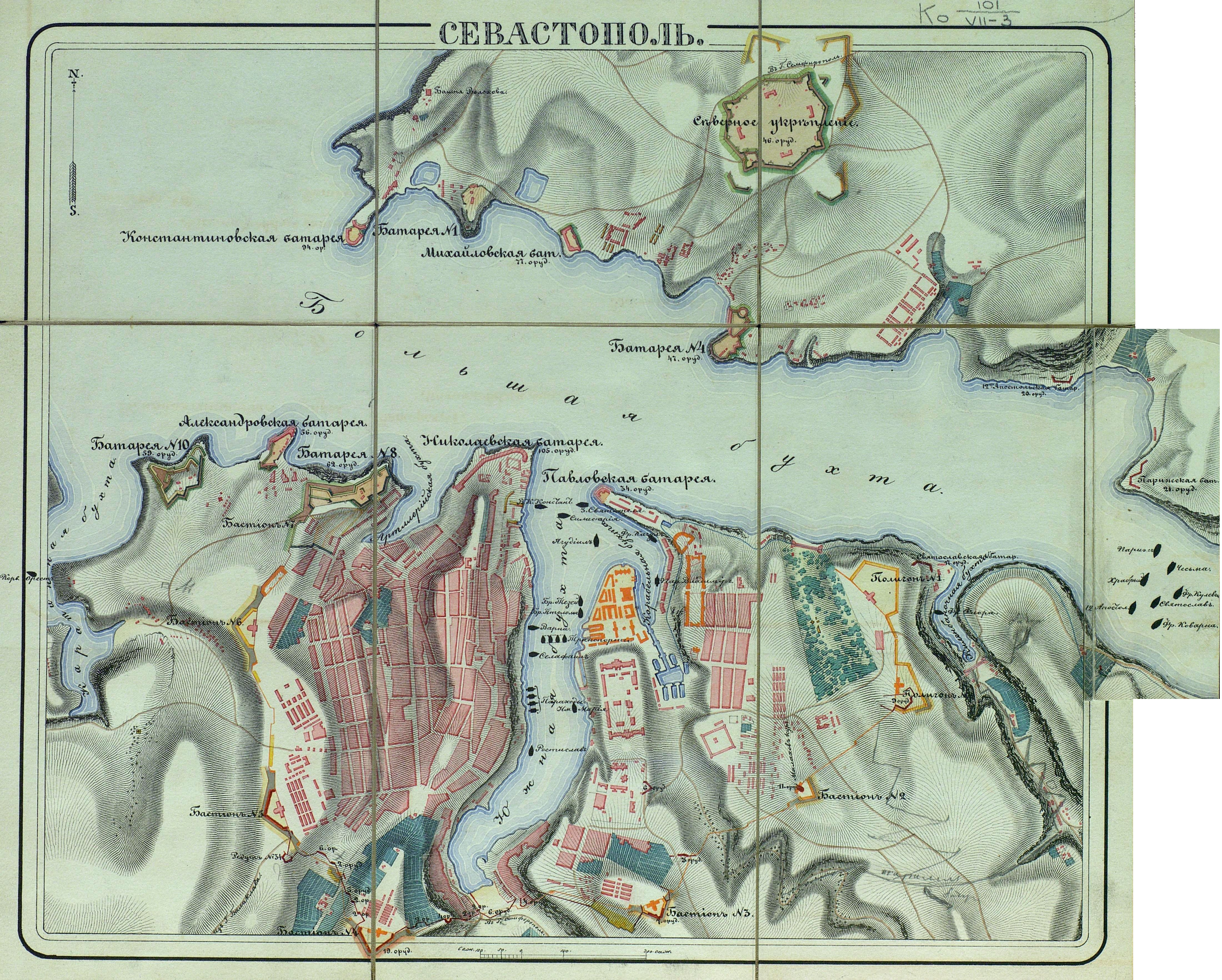
Російський план міста у 1830-х роках

 3 (14 червня) 1783 року під керівництвом прапор-офіцера, лейтенанта Дмитра Сенявіна на західному березі Південної бухти біля її витоку у Севастопольську бухту були закладені чотири кам'яні споруди: будинок командувача ескадри Томаса Мекензі (Фоми Фомича), каплиця, кузня в Адміралтействі і пристань, названа згодом Графською.
Первісно місто перейняло назву від селища Ак'яр, яке в русифікованому варіанті стало Ахтіаром. Проте це ім'я не влаштовувало імператрицю, що надавала перевагу грецьким назвам. Логічне з огляду на близькість до руїн Херсонеса пере'менування селища на честь античного попередника було вже неможливим з огляду на те, що на той час Херсоном вже було назване місто у нижній течії Дніпра. Тож місто отримало назву Севастополь (аналогічну назву мало римське місто на Кавказі, теперішнє Сухумі). Нова назва Ак'яру була присвоєна указом від 10 (21) лютого 1784 року. За цим же документом Катерина II наказала Г. О. Потьомкіну перетворити його на військову фортецю.
Російська назва складалася з двох грецьких слів Σεβαστος (Севастос) — «вельмишановний, священний» та πολις (поліс) — «місто». Себастос — еквівалент латинського титулу «Август», тому Севастополь означає і «найясніше місто», «імператорське місто». У літературі наводилися й інші переклади, наприклад, у Великій радянській енциклопедії назву переклали як «величне місто», «місто слави».
Місто розбудовувалося на кошти, отримані Потьомкіним з новоросійських земель. Адміністративно поселення увійшло до складу Таврійської області, утвореної в складі Катеринославського намісництва. Реалізацію первісної схеми будівництва міста взяв на себе Федір Ушаков, призначений у 1788 році командувачем порту і ескадри. Він побудував багато будинків, казарми, госпіталь, дороги, ринки, колодязі.
1797 року імператор Павло повернув місту назву Ахтіар, яка зберігалася і за правління його сина Олександра I (попри шанобливе ставлення останнього до «бабусиної спадщини»). 1802 року Севастополь увійшов до складу новоствореної Таврійської губернії, а двома роками пізніше оголошений головним військовим портом Чорного моря Російської імперії. Того самого 1804 року закритий комерційний порт, щоправда, його пізніше відкрили 1808 року, але 1809 року знову закрили до 1820, коли у місті відкрився порт для внутрішньої російської торгівлі. Міжнародного торгового порту в Севастополі не було до 1867 року. Місто було військовим, працюючим на флот. 1822 року з 25-тисячного населення Севастополя менше 500 осіб були цивільними.
Лише 1826 року сенатським указом місто знову перейменували на Севастополь. У 1827 році розпочалися археологічні розкопки Херсонеса Таврійського, найдавнішого поселення в межах міста Севастополя.

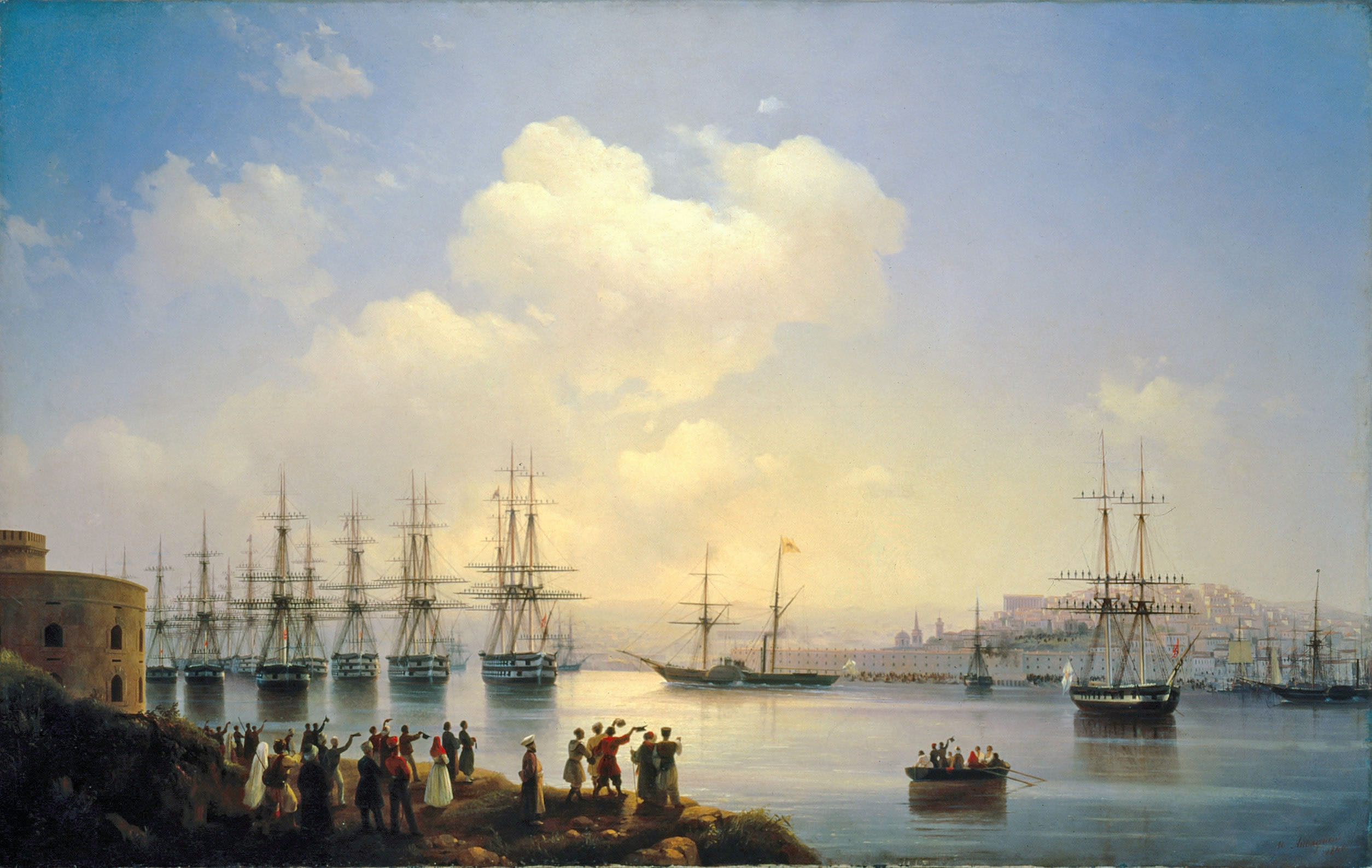
Російська ескадра на Севастопольському рейді. Іван Айвазовський, 1846 рік.

1830 року в Севастополі сталося велике повстання, спровоковане карантинними заходами під час російсько-турецької війни 1828—1829 років, один із перших в серії холерних бунтів 1830—1831 років. Повстання почалося 3 (15) червня і швидко втягнуло матросів, солдатів, міські низи. 4 червня повсталими убитий губернатор міста Микола Столипін, кілька чиновників, і до 7 червня місто перебувало в руках повстанців. Після придушення повстання 1580 учасників віддані військовому суду, 7 із них — розстріляні.
Початок бурхливого зростання Севастополя нерозривно пов'язаний з ім'ям Михайла Лазарєва. Призначений начальником штабу Чорноморського флоту 1832 року, а пізніше — головнокомандувачем флотом, портами і військовим губернатором міста, він будує адміралтейство з підприємствами судноремонту і суднобудування на берегах Корабельної і Південної бухт. Створивши таким чином виробничу базу флоту, М. П. Лазарєв приступає до реконструкції і забудови міста, для чого 25 жовтня 1840 року розроблений і прийнятий перший генеральний план Севастополя. Зокрема знесена одноповерхова забудова Центрального пагорба, що носив назву «Хребет беззаконня», звільнивши місце для будинків у стилі класицизму. Одночасно швидше, ніж в інших містах Криму, зростало населення Севастополя. Станом на 1850 рік воно становило 45 046 осіб, з них 32 692 — нижні військові чини. Подальший розвиток міста передбачено генеральним планом 1851 року, але його виконанню завадила Кримська війна.

### Кримська війна

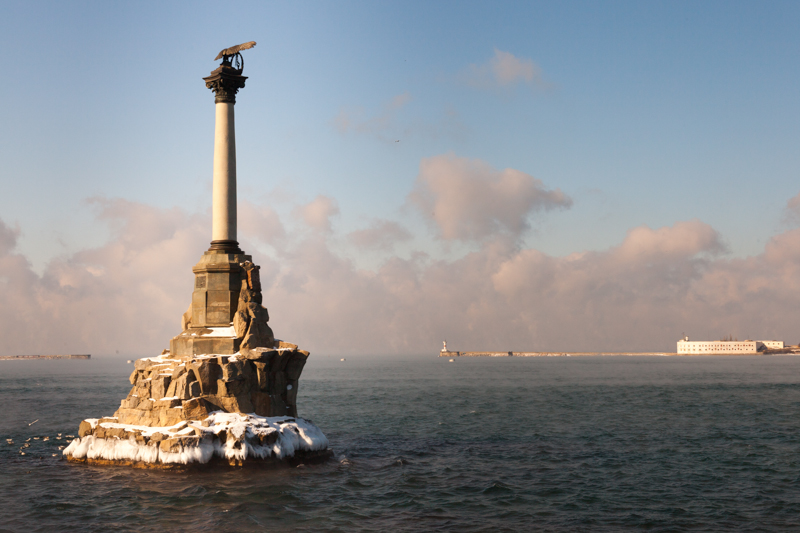
Пам'ятник затопленим кораблям

Вільям Сімпсон. Севастополь, Михайлівський собор та Микільський собор, літографія 1856 року.

Севастополь відіграв ключову роль у Кримській війні 1853—1856 рр. 2 (14) вересня 1854 року 62-тисячна армія поєднана Великої Британії, Французької імперії та Османської імперії висадилася під Євпаторією і попрямувала до Севастополя, на захист якого стали 25 тисяч моряків і 7-тисячний гарнізон міста. Визначальною була також перевага флоту нападників, через що пізніше було прийнято рішення про затоплення російських кораблів для перегородження входу в Севастопольську бухту.
Віктор Гюго порівняв облогу Севастополя з облогою Трої. Історик Камілл Руссе, так розтлумачує метафору Гюго: «Все це також відбувалося на куточку землі, на кордоні між Азією та Європою, де великі імперії зустрілися… Десять років перед Троєю, десять місяців перед Севастополем».
13 (25) вересня місто було оголошено у стані облоги, почалася облога Севастополя, що тривала 349 днів, до 27 серпня (8 вересня) 1855 року. Через шість масованих бомбардувань і два штурми, російські війська відійшли на Північну сторону, вони залишили противнику одні руїни.
Граф Олексій Орлов 30 березня 1856 року підписав капітуляцію Російської імперії. За Паризьким мирним договором (1856) Російській імперії і Османській імперії заборонялося мати військовий флот на Чорному морі.

### Новий час

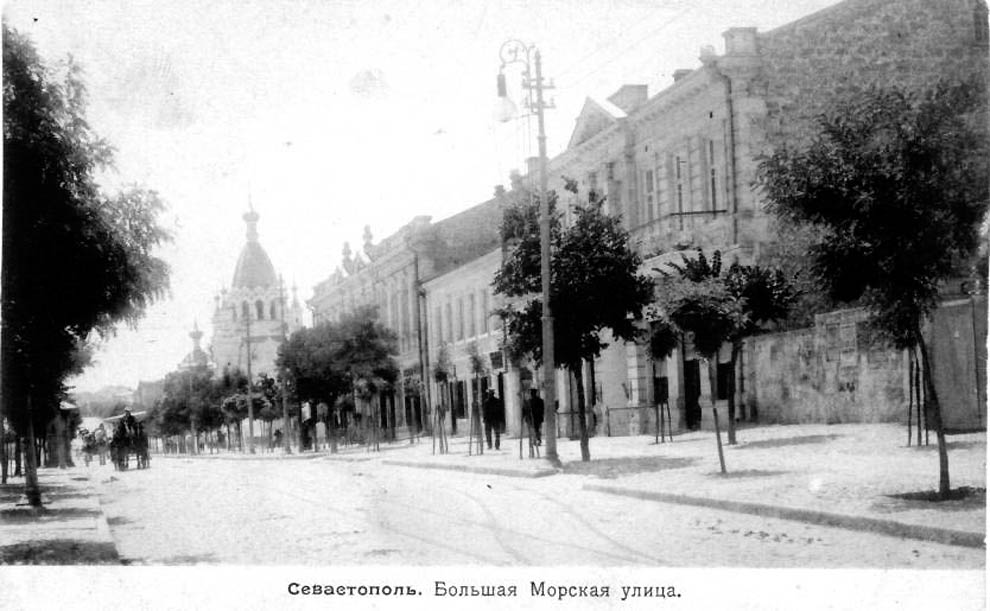
Вул. Велика Морська на початку 20 ст.

Зруйноване місто на час втратило своє стратегічне значення. Населення міста скоротилося до 5 тисяч осіб (до війни — 45 тисяч).
1861 знову запрацювало адміралтейство. Але активне відновлення міста почалося в 70-ті роки. Великим поштовхом для цього стало будівництво залізниці Харків—Лозова—Севастополь, що завершилося у 1875 році.
Найбільшими підприємством став торговий порт, в який дозволили заходити іноземним судам. Поряд з ним побудували десятки складів для зерна, солі та інших вантажів. Якщо у 1875 з Севастополя було відправлено за кордон 575 тис. пудів вантажів, то у 1888 — 32 млн пудів. У порту були зайняті до 4 тисяч осіб.
Другим великим підприємством було адміралтейство. 1868 року розпочато будівництво торгових судів. У 1871 Російська імперія вийшла з Паризького договору, постало питання будівництва нового військового флоту. Необхідність відродження російського Чорноморського флоту знову виникла в ході Російсько-турецької війни 1877—1878 рр., коли Османська імперія ввела в Чорне море броненосний флот, а Росія змогла протиставити тільки озброєні торгові судна і легкі кораблі.
З 70-х років Севастополь стає центром туризму. Місто відбудовується за європейськими архітектурними стандартами. У 1875 прийнято рішення не відновлювати зруйновані берегові укріплення, а створити на їх місті парки та меморіали. Завдяки цьому рішенню Севастополь отримав Приморський бульвар, Історичний бульвар, меморіал на Малаховому кургані.
У 1890 році Севастополь зараховано до розряду фортець, торговий порт перенесено до Феодосії.
У 1898 році з'явився електричний трамвай — це була одна з перших трамвайних систем Російської імперії.
1895 року населення міста досягло довоєнних часів, а 1900 становило 58 тисяч осіб.

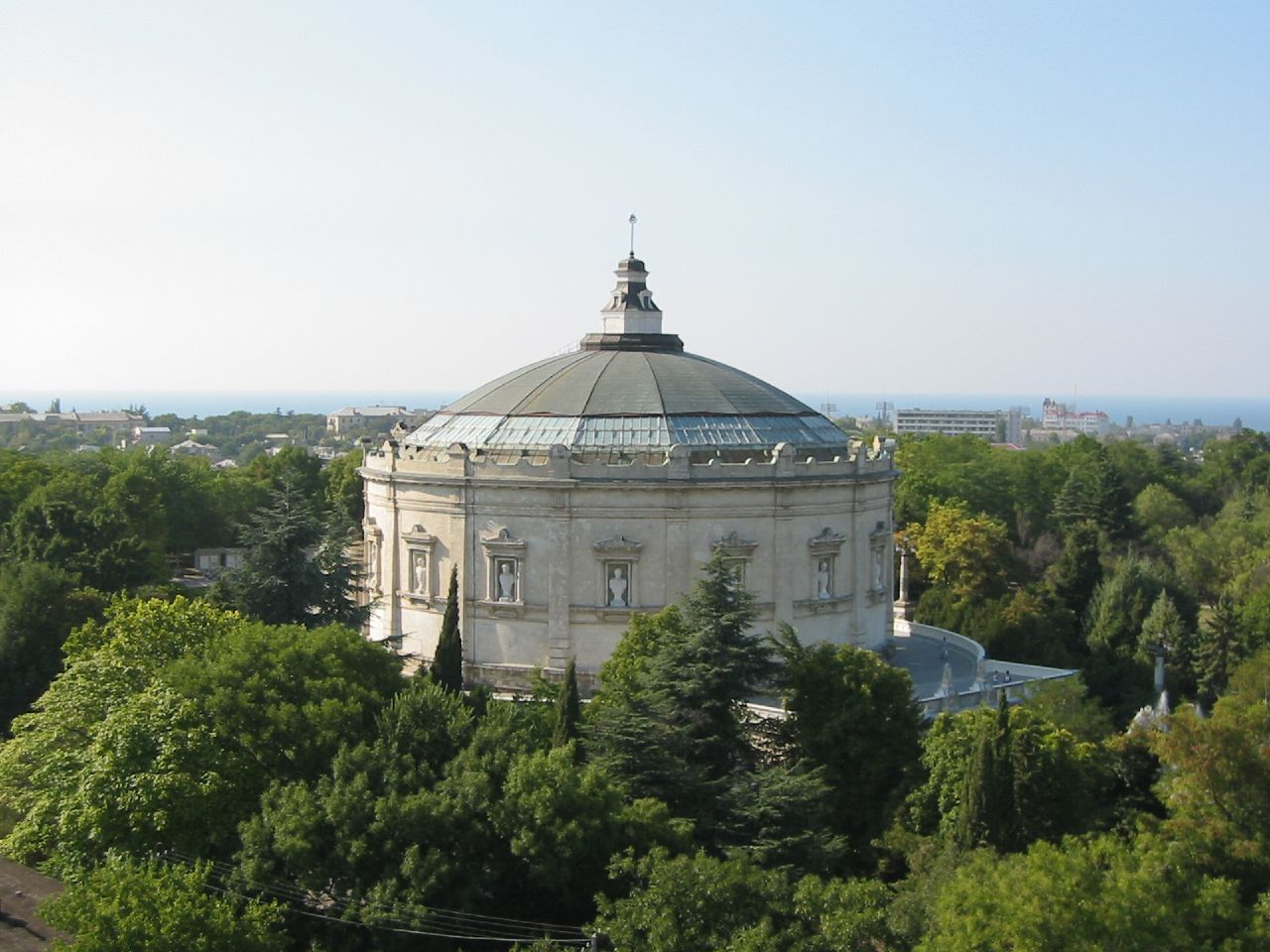
Панорама «Оборона Севастополя 1854—1855 років»

14 травня 1905 року відкрита всесвітньо відома панорама «Оборона Севастополя 1854—1855 рр.», побудована за проектом інженера О. І. Енберга та архітектора В. А. Фельдмана, художник Франц Рубо.
У роки першої російської революції відбулося повстання на панцернику «Потьомкін», його приклад викликав виступи матросів на інших кораблях Чорноморського флоту. У листопаді 1905 року в збройному повстанні взяли участь екіпажі 14 бойових кораблів, робітники порту і морського заводу, солдати гарнізону. 14 листопада 1905 року червоний прапор був піднятий на крейсері «Очаків», очолив перше з'єднання кораблів революційного флоту лейтенант Петро Шмідт. Війська придушили заколот, а його керівники П. П. Шмідт та інші були розстріляні.

### Громадянська війна
16 грудня 1917 року після Жовтневого перевороту місто захопили російські більшовики. Вони протримались до 1 травня 1918, коли місто зайняли німецькі війська. За підтримки німців в Криму був сформований уряд Сулькевича, який взяв курс на побудову незалежного Криму. Після виводу німецьких військ в листопаді 1918 ще деякий час владу вдавалося тримати другому Кримському крайовому уряду (на чолі з Соломоном Кримом). При цьому в Севастополі в цей час було двовладдя, бо влада часткова належала і військовій адміністрації Добровольчої армії Денікіна та французькій армії, чий десант висадився в місті з листопада 1918 до квітня 1919. В квітні 1919 Крим знову зайняли більшовики. Вони створили Кримську Радянську Соціалістичну Республіку. Ця республіка проіснувала до червня, коли півострів зайняли білогвардійці. Їх влада в місті протрималась до 15 листопада 1920, коли Севастополь останнім з кримських міст зайняла Червона армія.
Кожна з сил війни була відзначена у мародерстві: білогвардійці, більшовики, німецька та французька армія.
Історик Сергій Мельгунов у книзі Червоний терор у Росії пише, що Севастополь, поряд із Балаклавою, став одним із тих кримських міст, де страти, що проводилися більшовиками, набули найбільших розмірів — загальне число розстріляних становить близько 29 тисяч осіб. Як пише Мельгунов, населенню Севастополя радянська влада відмовила у праві скаржитися на виконавців репресій, «оскільки так воно сприяло білогвардійцям». Крім колишніх солдатів і офіцерів Російської імператорської армії, розстрілювали жителів міста, працівників Червоного Хреста, діячів земств, журналістів, тощо.

### Радянський період

#### Друга світова війна

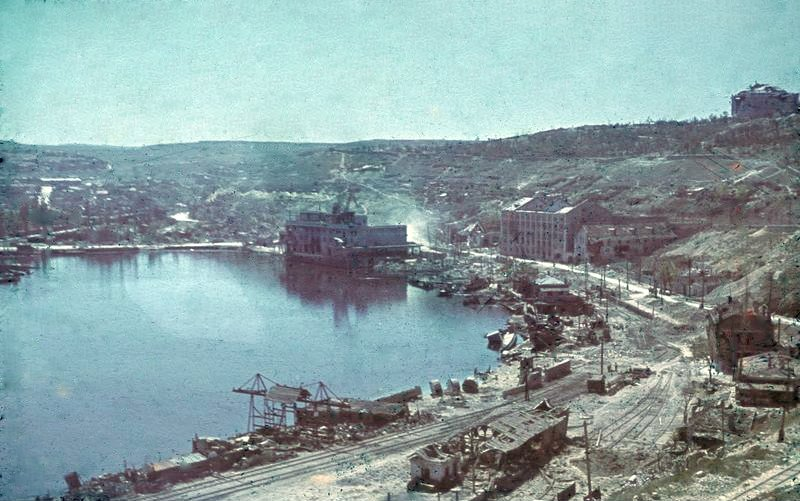
Бухта після битви (липень 1942 року)

22 червня 1941 року місто зазнало першого бомбардування німецької авіації, метою якої було мінувати з повітря бухти, блокувати флот. План був зірваний зенітною і корабельною артилерією Чорноморського флоту. Після вторгнення німецької армії до Криму почалася оборона міста, що тривала 250 днів (30 жовтня 1941—4 липня 1942). 7 листопада 1941 року Ставка Верховного Головнокомандування створила Севастопольський оборонний район. Радянські війська Приморської армії (генерал-майор Іван Петров) і сили Чорноморського флоту (віце-адмірал Пилип Октябрський) відбили у листопаді і грудні 1941 року два великих наступи 11-й армії Манштейна, скувавши великі сили противника. Перебудовою всього життя міста на військовий лад, роботою для фронту севастопольських підприємств керував Міський комітет оборони (МКО), голова — перший секретар Севастопольського міськкому ВКП(б) Б. О. Борисов. У червні-липні 1942 року гарнізон Севастополя, а також війська, евакуйовані з Одеси чотири тижні оборонялися проти переважаючих сил противника. Місто було здано, лише коли можливості оборони були вичерпані. Це сталося 9 липня 1942 року.
Місто було окуповано німецькими військами з 1 липня 1942 по 9 травня 1944. Після 250 днів оборони Севастополь був суттєво зруйнований. Окупаційний режим мав жорсткий терористичний характер. За час окупації вбито 27 тисяч містян, серед яких 15 тисяч військовополонених. Діяло 20 лагерів військовополонених. 45 тисяч чоловік були вивезені на примусові роботи у Німеччину. У 1942—1944 в місті існувало радянське підпілля під керівництвом Василя Ревякіна.
7 травня 1944 року війська 4-го Українського фронту (командувач генерал армії Федір Толбухін) почали штурм німецьких оборонних зміцнень на Сапун-горі, 9 травня зайняли місто, а 12 травня від німецьких військ був очищений мис Херсонес.

#### Повоєнні роки

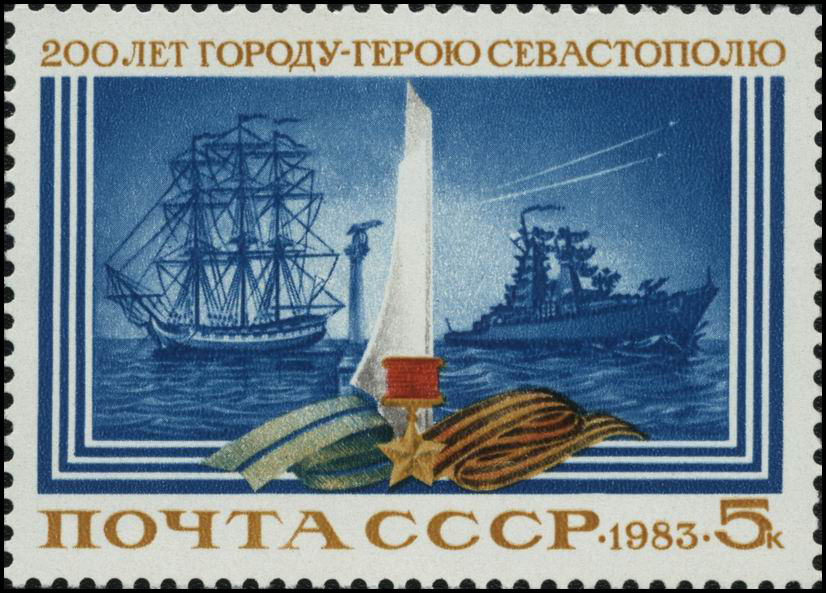
Поштова марка СРСР на честь 200-ї річниці міста (1983).

В травні 1944 в місті місто лежало в руїнах: були зруйновані 94 % будинків, залізничні тунелі, що ведуть до міста, всі промислові об'єкти та комунікації. У післявоєнні роки місто було вдруге повністю відновлено. Севастополь потрапив до переліку з 15 міст, що потребували першочергового відновлення. В ньому були задіяні тисячі робітників, військовополонені, а план нового міста розробляли в тому числі ведучі архітектори з Ленінграда. Вже на початку 1950-х центральна частина міста була відбудована в стилі класицизму.
У 1950-ті роки забудовані кільце вулиць і площ навколо головного міського пагорба. 1954 році відтворено будинок панорами «Оборона Севастополя 1854—1855 рр.», в 1957 році — побудовано нову будівлю російського драматичного театру. В 1959 році відкрилася діорама «Штурм Сапун-гори травня 1944 року». На площі Нахімова в 1964—1967 роки споруджено Меморіал героїчної оборони Севастополя 1941—1942 років.
Севастопольський трамвай після війни вирішили не відновлювати, замість нього з 1950 в місті почали ходити тролейбуси.
У 1960-ті і 1970-ті роки збудований цілий ряд нових житлових районів: у районі колишнього Куликова поля збудований проспект Генерала Острякова(район «Остряки»), забудовані квартали на берегах Стрілецької(«Стрілка») і Камишової бухт(«Камиши» та «Льотчики»), на Північній стороні («Радіогірка»).
У радянські роки місто було одним із найчистіших та найбільш упорядкованих у СРСР. У місті засновується ряд академічних та галузевих НДІ: Інститут біології південних морів (на базі Морської біологічної станції) і Морський гідрофізичний інститут АН УРСР, Севастопольське відділення державного інституту океанології та океанографії, Чорноморський філіал НДІ технології суднобудування і низка інших. З'являються в Севастополі і вузи: Севастопольський приладобудівний інститут, який швидко ввійшов до ряду найбільших політехнічних вузів країни, і два вищих військово-морських училища: Чорноморське імені П. С. Нахімова (ЧВВМУ) в Стрілецькій балці та Севастопольське інженерне в бухті Голландія (СВВМІУ).
8 травня 1965 року Севастополю присвоїли звання Міста-героя.

### Новітній час

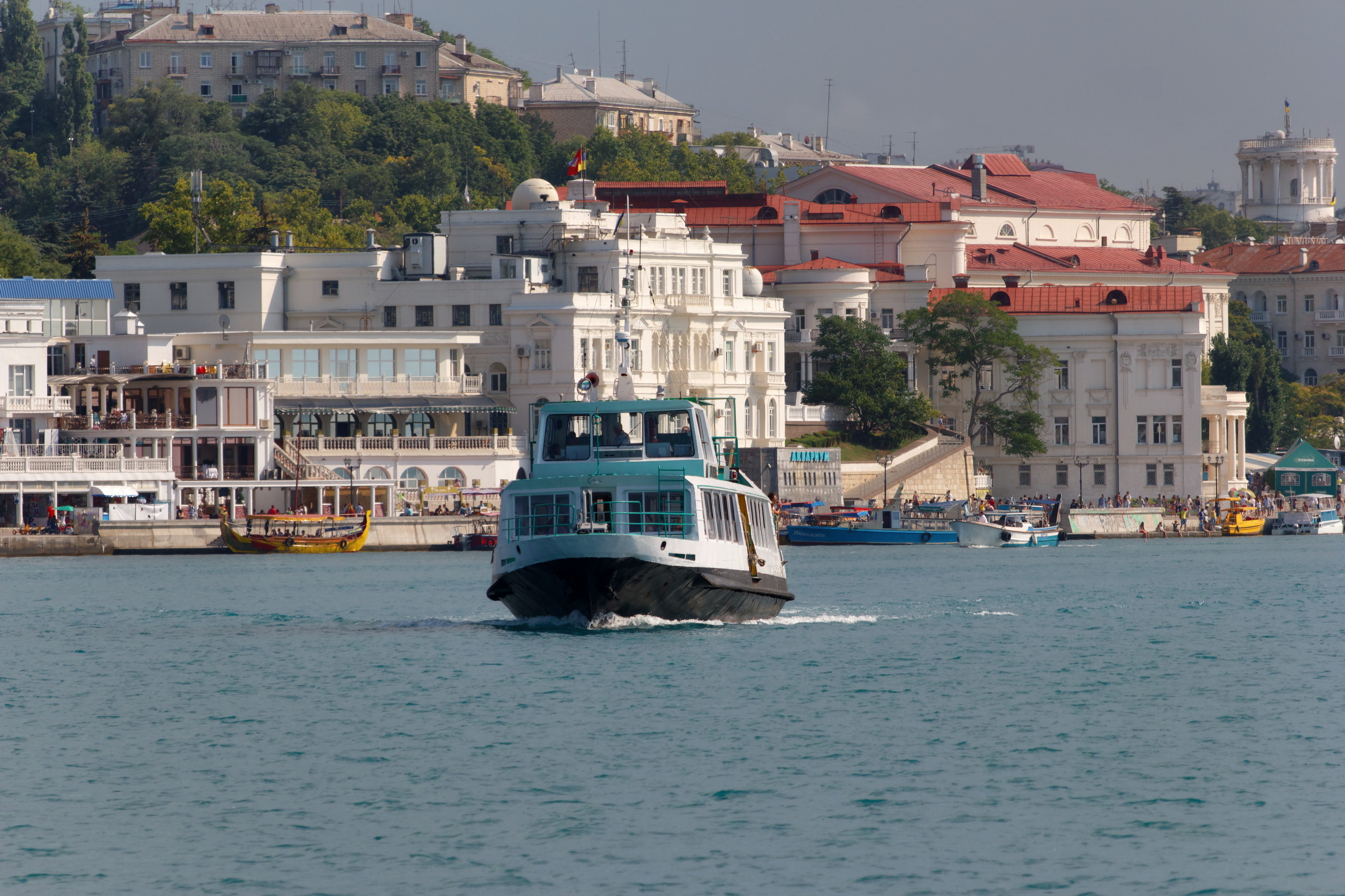
Вид на центральну частину міста з моря

У наш час Севастополь (як і столиця України — Київ) є містом центрального підпорядкування. Він не входить до складу Автономної Республіки Крим. Після прийняття закону про столицю Севастополь залишився єдиним містом в Україні, мер якого (голова Севастопольської міської державної адміністрації) не обирається, а призначається президентом України. Однак міська рада Севастополя має право накласти вето на будь-яке рішення мера, голови держадміністрації Севастополя.
У післярадянські роки закрилися або скоротили виробництво багато заводів, що були зорієнтовані на оборону. Так, у 2000-ні завод КБ «Мусон» був перероблений на величезний торгово-розважальний центр. Майже зупинився Севастопольський морський завод. Найбільшим з нових підприємств став глибоководний вантажний порт Авліта, що почав працювати з 1995 та неодноразово розширював свої можливості. До російської окупації у 2014 порт займався перевалкою металу та зерна, забезпечував роботою близько 700 людей.
У 2000-х відновилося житлове будівництво. Виникли нові мікрорайони навколо Стрілецької бухти, Омеги (мікрорайон Омега-2), в Козачій бухті, 5-му мікрорайоні. Швидко відкривалися нові супермаркети, з яких в Севастополі були представлені мережі Сільпо, АТБ, Фуршет, METRO та інші.
1999 в Севастополі відкритий філіал МДУ імені Ломоносова, а 2009 року відкритий Севастопольський інститут банківської справи при академії Банківської справи НБУ.
Скориставшись політичною кризою в Україні в лютому-березні 2014 року Російська Федерація ввела сили спецпризначення, військову техніку та бойовиків і захопила Крим, блокуючи українських військових і займаючи адміністративні та господарські об'єкти.

## Адміністративно-територіальний поділ
До 2023 року територія, підпорядкована міськраді Севастополя була розділена на 4 адміністративні райони. До складу двох із них (Гагарінського і Ленінського) входять тільки міські квартали, а двом іншим (Балаклавському та Нахімовському) підпорядковані також понад 30 поселень без статусу населеного пункту (аграрного типу або спецпоселень).
- 1 Гагарінський район (західна частина міста)
- 2 Ленінський район (центральна частина міста)
- 3 Нахімовський район (північна частина міста; Північна сторона і території на північ від річки Бельбек)
- 4 Балаклавський район (південно-східна частина міста)

## Населення
До окупації Росією Севастополь був найсприятливішим містом України для проживання. Згідно з Держкомстатом України коефіцієнт приросту населення міста (внутрішня міграція) дорівнював 4,0 на 1000 осіб, тоді як ті ж показники в Києві та Одесі рівнялися 3,6 і 0,9 відповідно. За даними Держкомстату України наявне населення Севастополя на 1 січня 2014 року становило 385 870 чол., з них 362 018 — міське і 23 852 — сільське.
За даними перепису населення України 2001 року, постійне населення всієї території, підпорядкованої Севастопольській міській раді становила 377 200 осіб, з них міське населення — 358,1 тисяч осіб, сільське населення — 21,4 тисячі особи.
Севастополь входив до трійки найбільш відвідуваних регіонів України. У святкові дні населення міста за рахунок приїжджих збільшувалося до 1 млн осіб. Севастополь був другим за рівнем зайнятості після Києва: на тлі збільшення загального числа зайнятого населення з 61,7 % до 62,9 % відзначалася позитивна тенденція руху робочої сили: коефіцієнт заміщення звільнених працівників зріс до 104,5 %.
Стійка тенденція до збільшення народжуваності, що зберігалася в останні роки (+66 % за 10 років), позитивно позначилася на природному прирості населення. З 2004 poky по 2010 рік відзначається поступове зростання чисельності населення Севастополя (на 1,7 тис.) — до 380 404 осіб (станом на 2010 рік). До окупації Севастополь був містом з найнижчим рівнем дитячої смертності в Україні з коефіцієнтом 4,9 на 1000 осіб.
Середня тривалість життя (2009): 69,7 років (у чоловіків 63,7 років; у жінок 75,2 роки).
Частина населення, яка має повну вищу освіту, в Севастополі дорівнює 32,5 %, що виводить його на третє місце в Україні після Києва (37,3 %) і Харкова (45,82 %).
За даними вибіркового обстеження кількість домогосподарств Севастополя склало 133,5 тис. У середньому домогосподарства складаються менше ніж з трьох осіб (2,48). Домогосподарства, в яких є діти у віці від 3 до 6 років, становлять 43,1 % від загальної кількості. У віці 7-13 років — 33,8 %. На домогосподарства з дітьми у віці до 3-х років припадає 18,0 %, 16-17 років — 11,7 %, 14-15 років — 10,1 %. За кількісним складом домогосподарства розподілилися наступним чином: домогосподарства, що складаються з двох осіб — 28,4 % від загальної кількості; з одного і трьох чоловік — 28,1 % і 24,2 % відповідно. Найменше домогосподарств, які складаються з чотирьох і більше осіб (19,3 % від загальної кількості).
Рівень злочинності за 2012 рік на 10 тис. населення складав 169,4 злочинів, з них 65,6 тяжких та особливо тяжких.

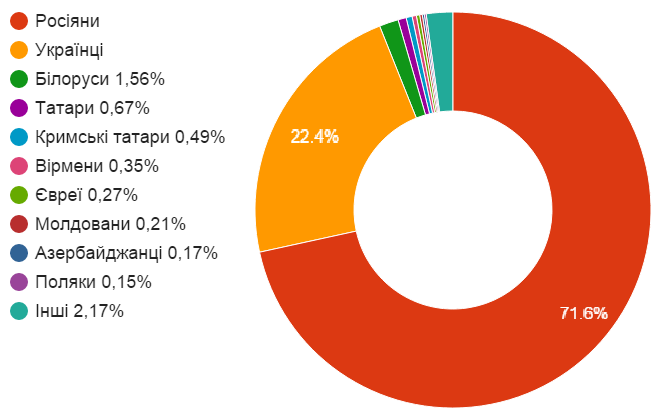
Національний склад населення міста Севастополь станом на 2001 рік

### Національний склад
Національний склад населення, згідно Всесоюзного перепису населення СРСР 1989 року, був: росіяни — 74,4 %, українці — 20,6 %, на решту 5 % припадало більше ніж 26 національностей і народностей — білоруси, кримські татари, євреї, вірмени, греки, німці, болгари, молдовани, поляки та ін.
Згідно з даними всеукраїнського перепису 2001 року росіяни становили 71,6 % населення, українці — 22,4 %, білоруси — 1,6 %, татари — 0,7 %, кримські татари — 0,5 %, вірмени — 0,3 %, євреї — 0,3 %, молдовани — 0,2 %, азербайджанці — 0,2 %.
Мовний склад населення Севастополя: більшість населення Севастополя — 90,6 % вважають російську мову рідною, українську мову рідною вважає 6,8 %. Російська мова має статус регіональної в місті.
Етномовний склад населення (рідні мови за переписом 2001 р.)
|                     | російська | українська | кримськотатарська | білоруська | вірменська |
| м. Севастополь      | 91,41     | 6,48       | 0,05              | 0,17       | 0,10       |
| Нахімовський район  | 91,70     | 6,80       | 0,03              | 0,17       | 0,10       |
| Гагарінський район  | 91,56     | 6,27       | 0,08              | 0,16       | 0,07       |
| Ленівський район    | 91,52     | 5,95       | 0,01              | 0,17       | 0,15       |
| Балаклавський район | 89,29     | 8,64       | 0,11              | 0,14       | 0,07       |

## Економіка
Севастополь — важливий промисловий центр: приладобудівний і ремонтно-механічний заводи, харчова (рибна, виноробна тощо), гірничо-добувна (видобуток флюсових і будівельних вапняків), легка і деревообробна промисловість, виробництво холодильників, будівельних матеріалів.
Порт — один з найкращих природних портів Чорного моря, глибокий, доступний для найбільших кораблів і повністю модернізований; військовий порт є над Південною і Корабельною затоками, торговий — у західній частині Південної затоки.

## Інфраструктура

### Транспорт

#### Залізниця

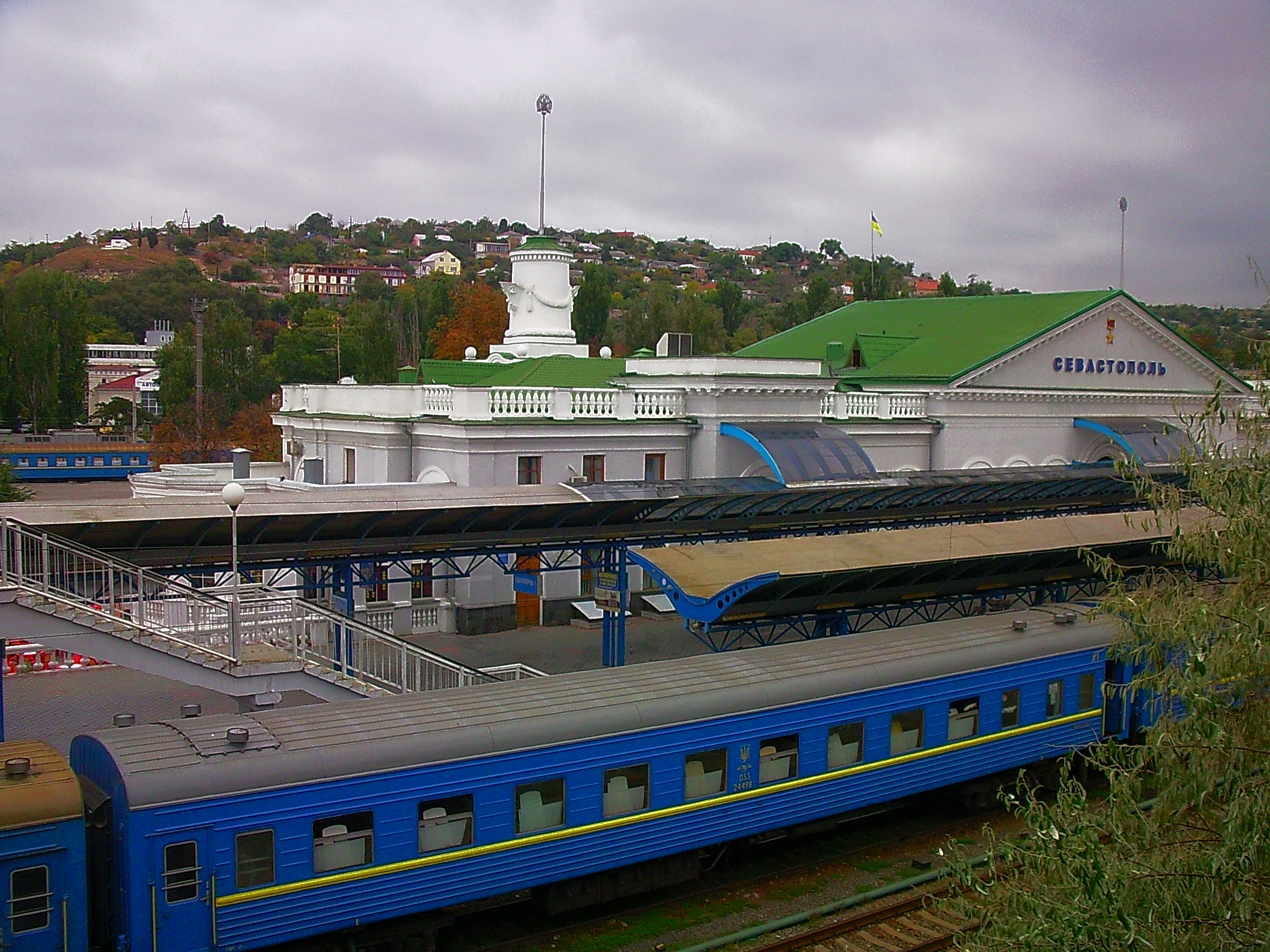
Залізничний вокзал Севастополь

Будівництво залізниці Лозова-Севастополь розпочалось у 1872 році. 15 вересня 1875 року перший потяг прибув до Севастополя. Будівля головного залізничного вокзалу побудована біля гирла Південної бухти.
Також існують кілька інших пасажирських та товарних станцій:
- Мекензієві гори
- Інкерман I
- Інкерман II
- Севастополь-Вантажний

#### Автобус
Працює два міжміських автовокзали: Центральний (головний) та Північний (напрямок на Євпаторію).
Розвинута мережа міського автобусу, понад 320 маршрутів. Місцевою назвою маршрутних мікроавтобусів є «топік», що пов'язано з назвою автомобіля KIA Asia Topic, що були закуплені містом у 1990-ті як перші маршрутні таксі.

#### Аеропорт
Аеропорт «Бельбек» обслуговує Севастополь та інші міста Криму. Відстань до південної частини Севастополя становить 25 км.

#### Трамвай
1898 року севастопольцям став доступний новий вид транспорту — трамвай, який з'явився одним з перших в Російській імперії. 1925 року побудована міжміська лінія Севастополь — Балаклава. Під час війни значна частина лінії знищена. Після закінчення німецької окупації прийнято рішення трамвайний рух не відновлювати, оскільки в умовах сильних перепадів висот і вузьких доріг трамваї виявилися незручними. Залишки шляхів демонтовані.

#### Тролейбус

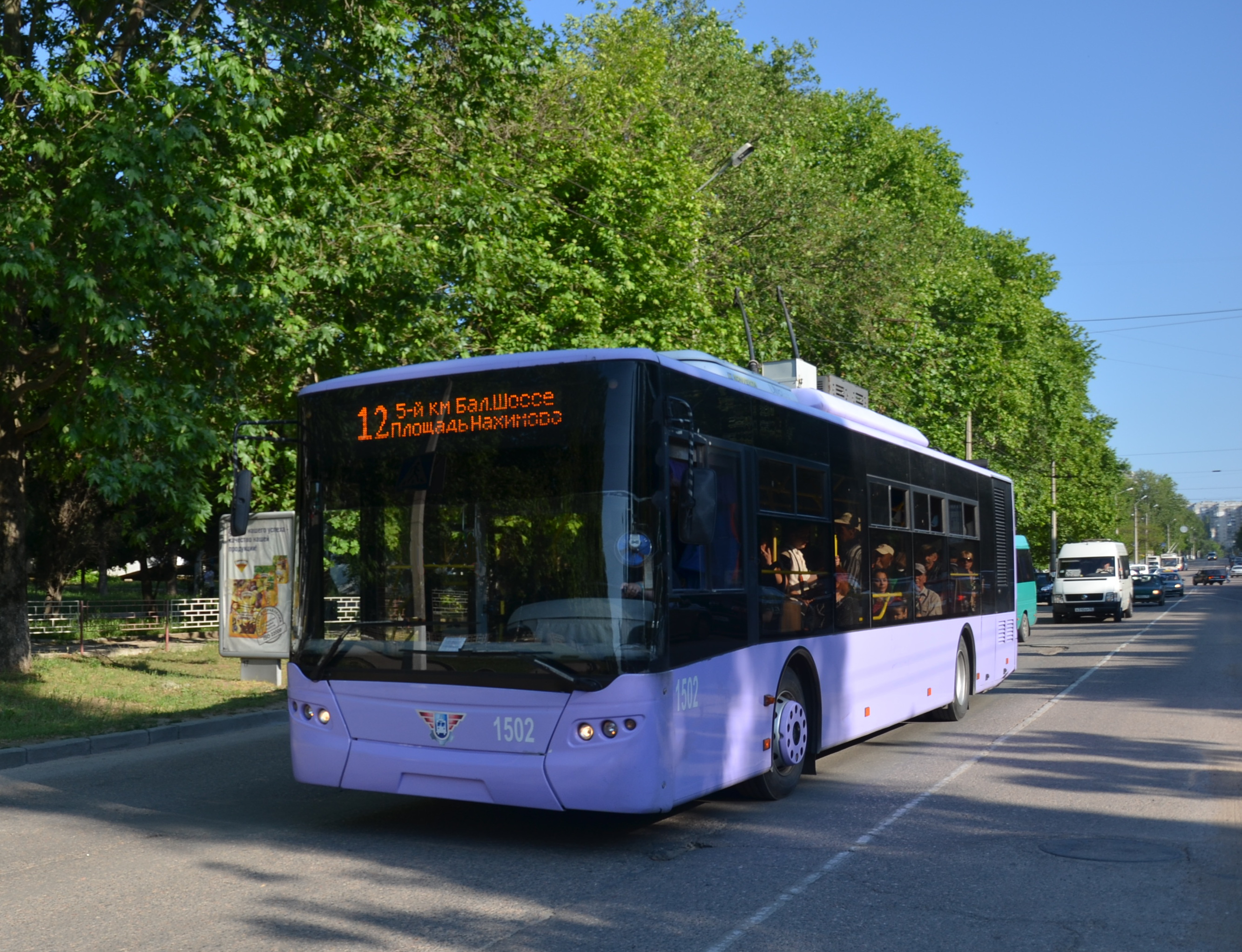
Тролейбус ЛАЗ-Е183

Тролейбус прийшов на заміну трамваю. До появи комерційних автобусів після розпаду СРСР був основним видом громадського транспорту міста.

#### Катер

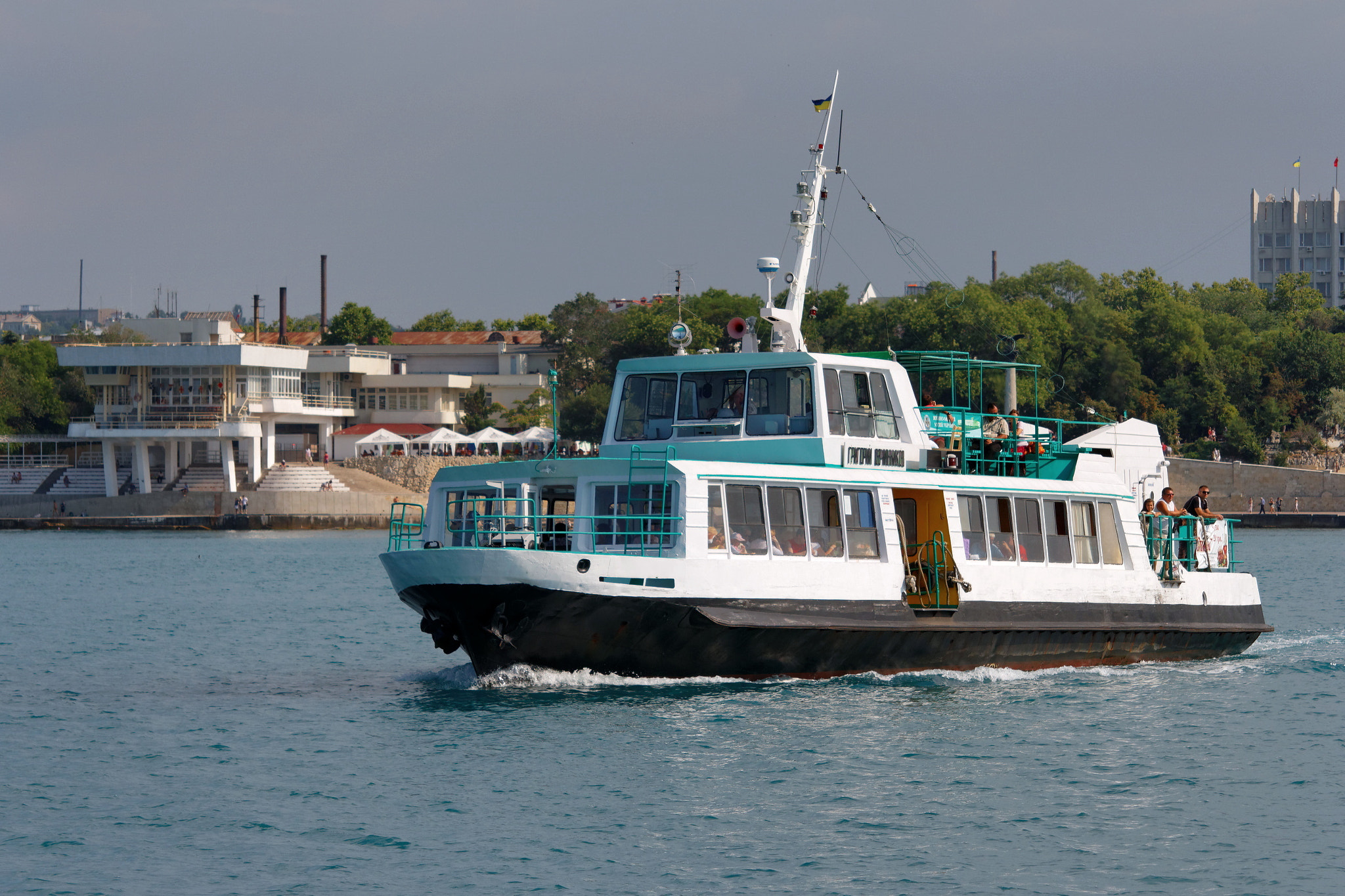
катер проєкту 1438 у Севастополі

Морські катери та пороми є постійним цілорічним громадським транспортом. Головний маршрут з'єднує північну та південну сторони міста, що розділені Севастопольською бухтою. Існують наступні маршрути:
- Графська пристань — Північна сторона
- Артбухта — Радіогірка
- Графська пристань — Голландія — Інкерман
- Графська пристань — Голландія

У літній період працюють маршрути:
- Балаклава — мис Фіолент.
- Балаклава — Срібний пляж — Золотий пляж.
- Артилерійська бухта — Учкуївка

Для перевезення автомобілів використовується пором Артбухта — Північна бухта.

### Охорона здоров'я
Загальна кількість закладів охорони здоров'я Севастополя на 1 січня 2010 року становить 36. Мережа комунальних медичних закладів міста збережена і становить 26 поліклінік, лікарень, диспансерів і допоміжних служб. Планова потужність поліклінік (відвідувань за зміну) становить 6 930, кількість ліжок в стаціонарі 2988 (10 лікарень та 3 диспансери). Чисельність ліжок в стаціонарах приведена до відповідного соціального нормативу для міста Севастополя (79,0 ліжок на 10 тис. населення).
Кадрове забезпечення — лікарі — 1583 чол.; — середній медичний персонал — 3137 чол.
На 1 липня 2010 року на диспансерному обліку в центрі СНІДу спостерігається — 1450 чол., з них з діагнозом СНІД — 221 чол.

## Освіта

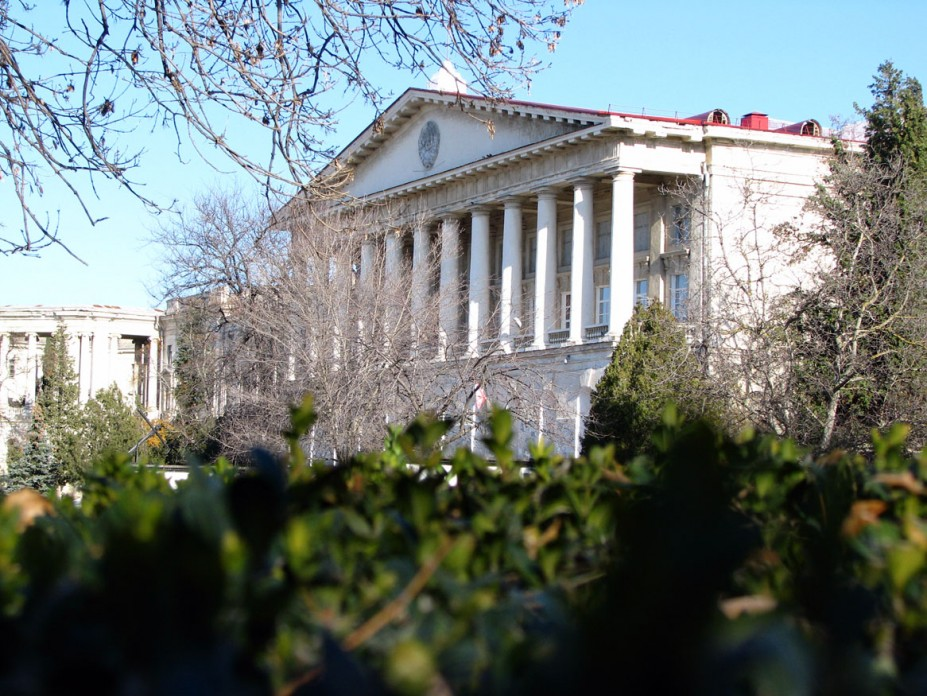
Севастопольський національний університет ядерної енергії та промисловості

Навчальні заклади: Вищі навчальні заклади I—IV рівнів акредитації — 31
(по 130 спеціальностям навчається понад 30 тис. студентів — 8 % населення міста), в тому числі:
- ВНЗ I—II рівнів акредитації (понад 3900 студентів) — 5
- ВНЗ III—IV рівнів акредитації (понад 14 тис. студентів) — 5

Найбільшими є: Севастопольський національний технічний університет, Севастопольський національний університет ядерної енергії та промисловості, Севастопольський військово-морський ордена Червоної Зірки інститут ім. П. С. Нахімова, філія Московського Державного Університету ім. М. В. Ломоносова, Севастопольський інститут банківської справи, Севастопольський міський гуманітарний університет.
Структурні підрозділи:
- державних ВНЗ I—II рівнів акредитації — 1.
- державних ВНЗ III—IV рівнів акредитації — 13.
- ВНЗ III—IV рівнів акредитації недержавної форми власності — 20.
- ВНЗ III—IV рівнів акредитації Російської Федерації — 6.
- Професійно-технічні навчальні заклади — 6.
- Загальноосвітні установи (близько 33 060 учнів) — 74.
- Дошкільні установи — 84.

## Російська військово-морська база в Севастополі
Після розпаду Радянського Союзу у 1992 році радянський Чорноморський флот перейшов під контроль України на основі територіальної належності. Проте частина офіцерів флоту, підтримана владою з Москви збунтувалася проти української влади. За результатом зустрічі 3 серпня 1992 року президентів Кравчука і Єльцина флот мав був поділений навпіл. Використовуючи час на міждержавні перемовини флот перейшов під повну владу Росії. Також росіяни відмовлялися покинути Севастополь, мріючи його передачі Росії. 9 червня 1995 року Кучма і Єльцин вирішили поділити флот 18,3 % кораблів до ВМС України і 81,7 % судів до ВМС РФ.
За домовленістю України і Росії Чорноморський флот Росії на території України може мати 338 кораблів і судів. Чисельність особового складу не може перевищувати 25 тис. осіб. До складу флоту може входити 22 військових літака. В російському використанні залишилися 16 командних пунктів з 80, 11 об'єктів зв'язку з 39, 5 об'єктів забезпечення ракетно-артилерійською і міноторпедною зброєю.
1997 року було погоджено строк знаходження флоту у Севастополі до 2017 року.
21 квітня 2010 року Президент України Віктор Янукович та президент Російської Федерації Дмитро Мєдвєдєв підписали угоду про подовження перебування Чорноморського флоту РФ у Севастополі на 25 років, до 2042. Угоду ратифікували в Верховній Раді за підтримки правлячої коаліції Партії регіонів, Комуністичної партії України та Блоку Литвина. Дана угода денонсована в односторонньому порядку Державною думою РФ 31 березня 2014 року.
У вересні 2011 року Московська міська дума за ініціативи її голови Сергія Собяніна ухвалила рішення про згортання програми допомоги Чорноморському флоту, таким чином фонд «Москва-Севастополь» позбувся 70 мільйонів рублів, виділених у 2011 році. Фонд був створений за ініціативи Юрія Лужкова, який надавав підтримку Чорноморському флоту РФ з 1994 року.

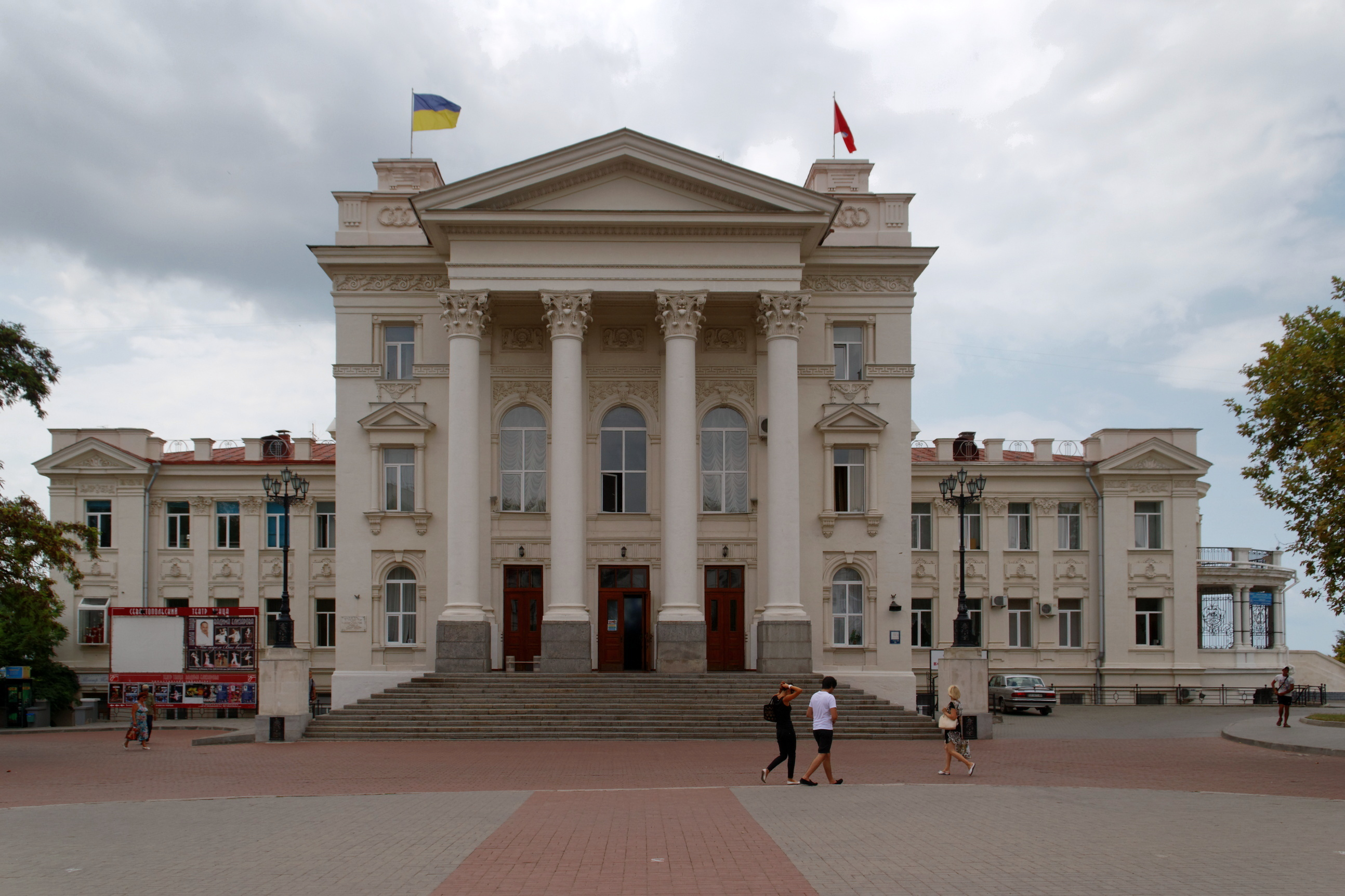
Палац дитинства та юнацтва

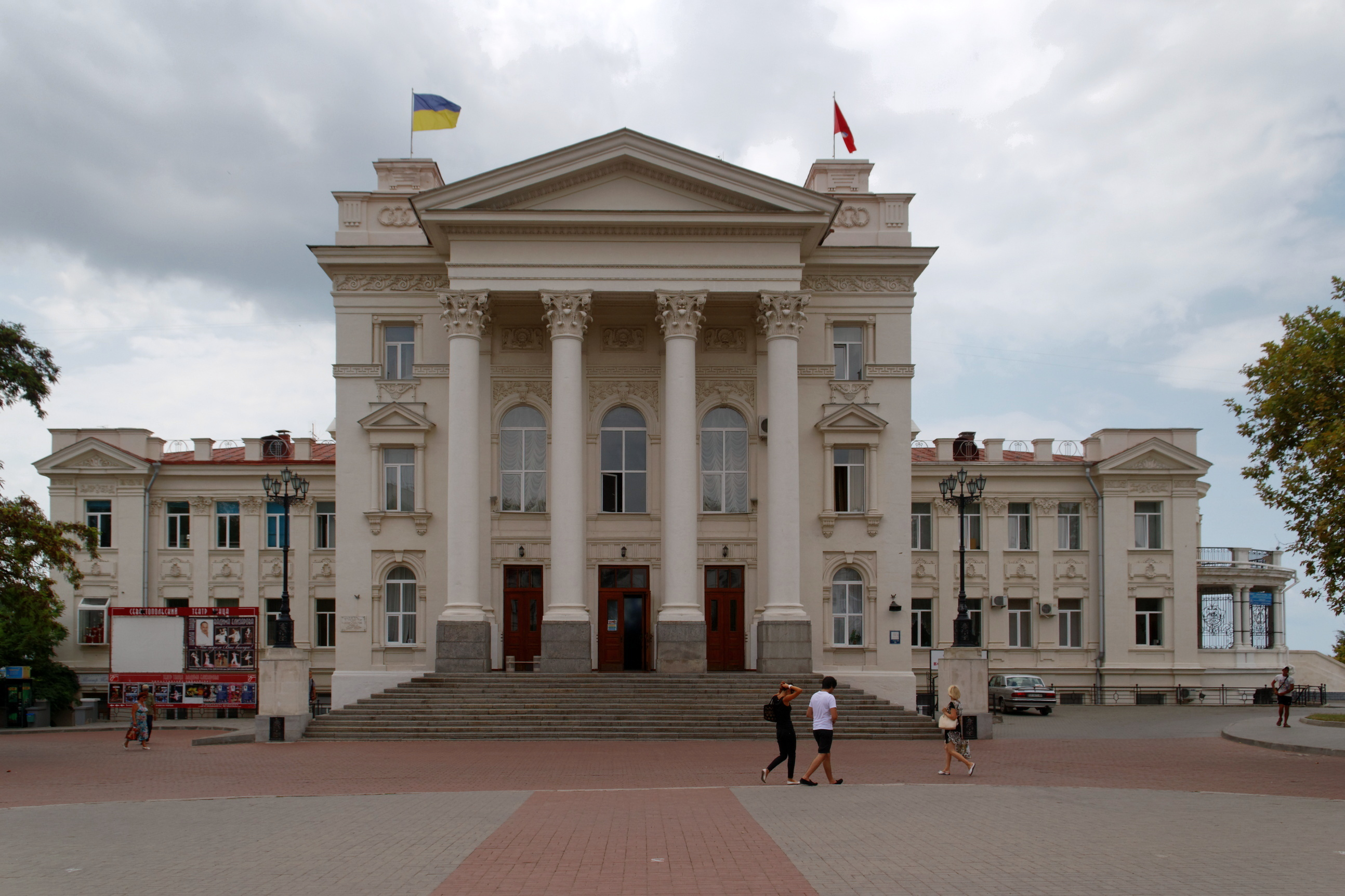
Палац дитинства та юнацтва

Пам'ятник Лесі Українці в Балаклаві

### Музеї
- Херсонеський Державний Історико-археологічний музей (з 1892),
- Севастопольський художній музей,
- Музей Чорноморського флоту,
- Музей Севастопольський героїчної оборони і визволення,
- Панорама «Оборона Севастополя 1854—1855» (відкрита 1905, архітект В. Фельдман, художник Ф. Рубо, після 1945 відбудована[59]),
- Пам'ятник кораблям, затопленим 1854 — 55, (скульптор А.Адамсон, 1905) і
- Діорама «Штурм Сапун-гори 7.05.1944» (1959);
- 2 драматичні театри.

### Релігія
- Покровський собор
- Володимирський собор на центральній гірці
- Свято-Микільська церква
- Володимирський собор в Херсонесі
- Мечеть Ак'яр Джамі
- Храм Всіх Святих
- Севастопольська кенаса (з культовою метою не використовується)
- Костел священномученика Климента Римського
- Солдатська синагога (зруйнована)

### Архітектура
Архітектурний вигляд міста значно коригує горбистий рельєф та порізаність берегу морськими бухтами. Історичний центр міста зосереджений навколо центрального пагорба, який окреслений центральним кільцем з вулиць Велика Морська, Леніна, та проспекту Нахімова. Центр міста відбудований в єдиному класичному стилі з білого інкерманського каменю. Місто багато на архітектурні пам'ятки.
Інші райони, що виникли після 1960-х, мають типовий вигляд міст пізньорадянської архітектури. З сучасних споруд можна відмітити архітектуру мікрорайону Омега-2, будівлю інституту Банківської справи.

## Міжнародна співпраця
Севастополь, як і багато сучасних міст має економічні, культурні та інші зв'язки з містами-побратимами. На сьогодні містами-побратимами Севастополя є:
- Санкт-Петербург, Росія (2000)
- Петропавловськ-Камчатський, Росія (2009)
- Волгоград, Росія (2013)
- Бєлгород, Росія (2013)
- Кронштадт, Росія (2013)
- Поті, Грузія (2008)

Незаконно
- Москва, Росія (18 березня 2014)
- Новосибірськ, Росія (2014)
- Балтійськ, Росія (2015)
- Бологоє, Росія (2015)
- Євпаторія, Крим (2015)
- Якутськ, Росія (2015)

Партнерські відносини з містами Російської Федерації, будуть розірвані після повернення Криму та міста Севастополь до складу України.
У місті працювало консульство Польщі (до 2014 року).

## Галерея

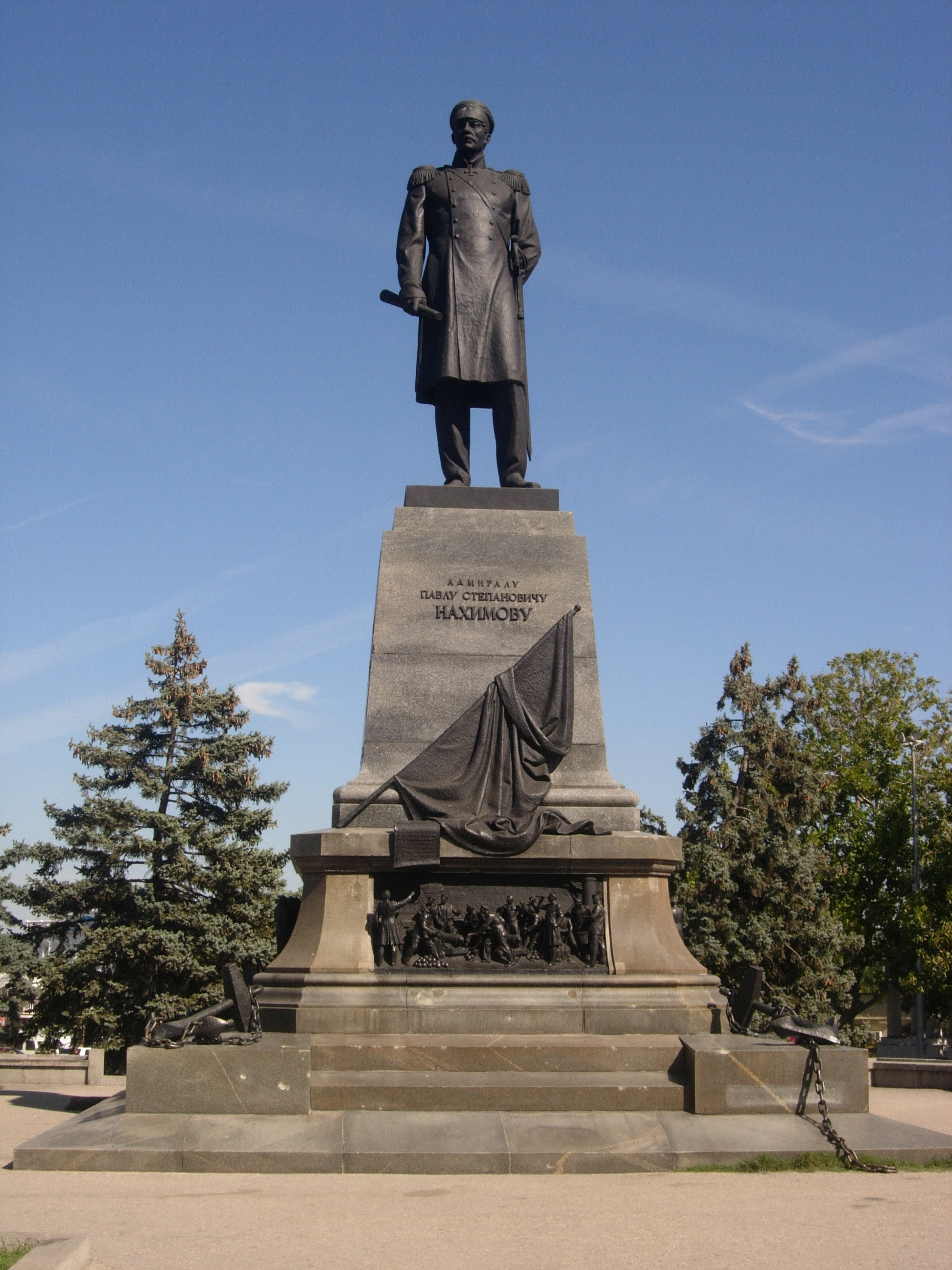
Пам'ятник Нахімову
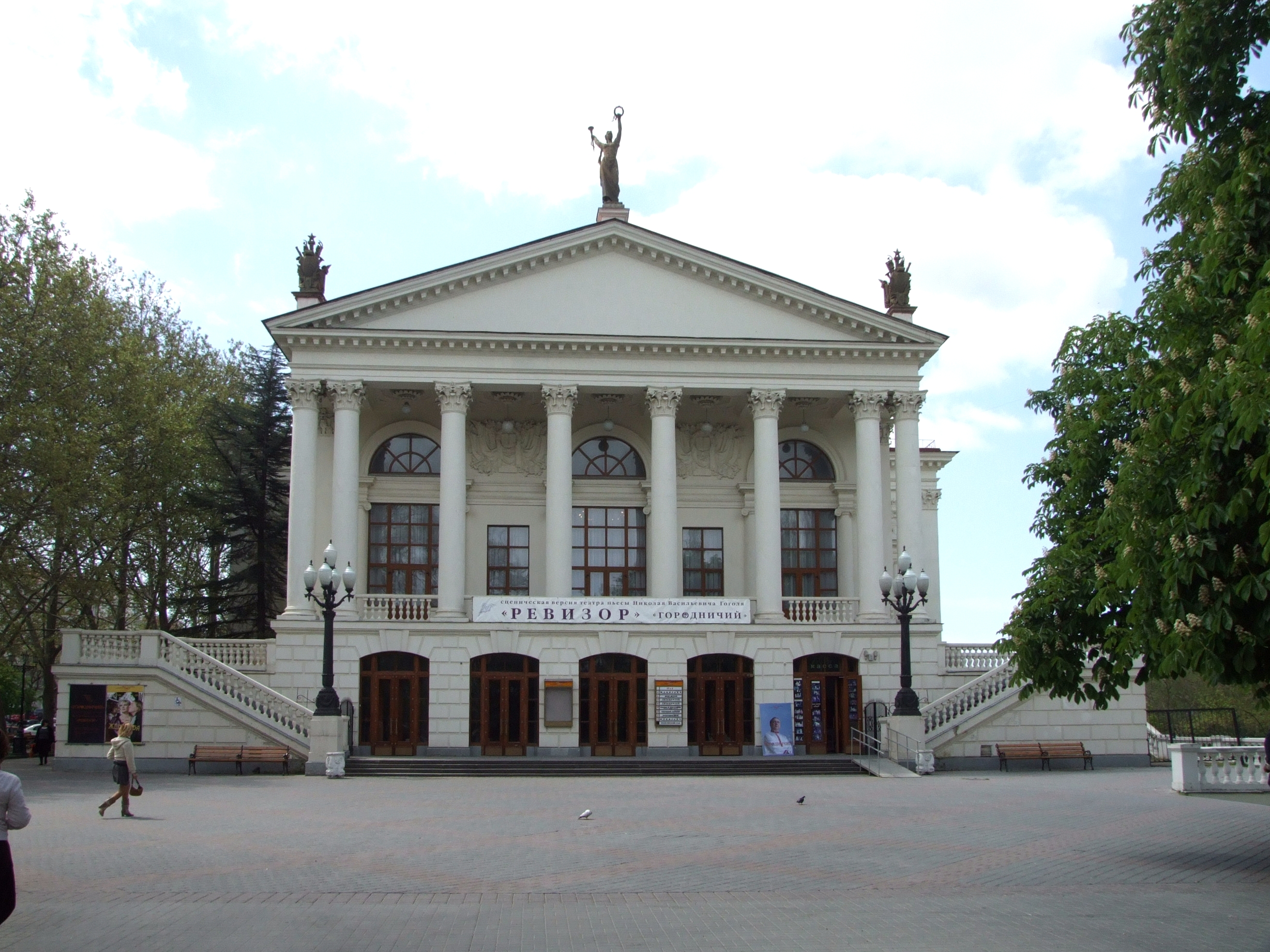
театр ім. Луначарського
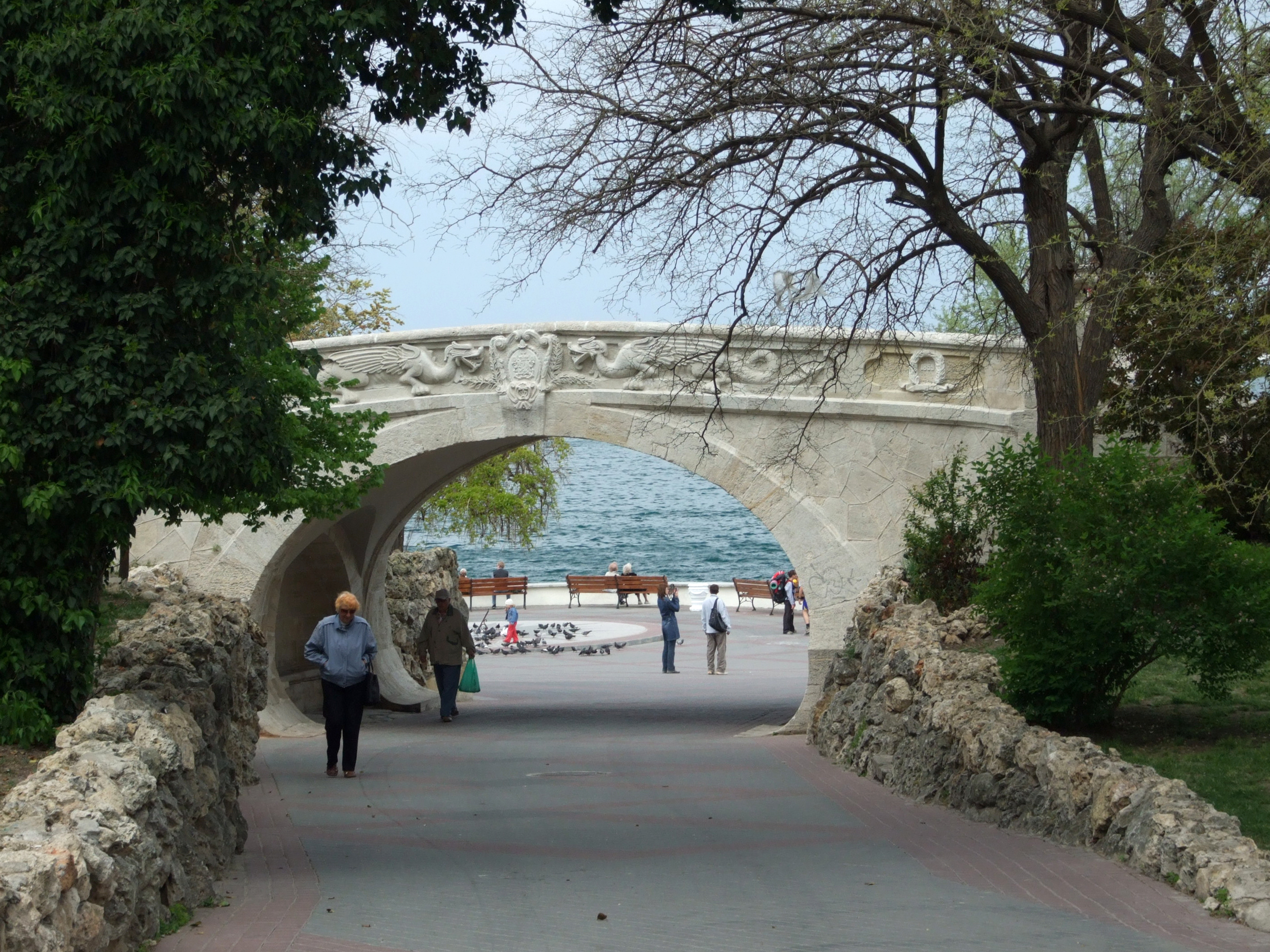
місток на Приморському бульварі
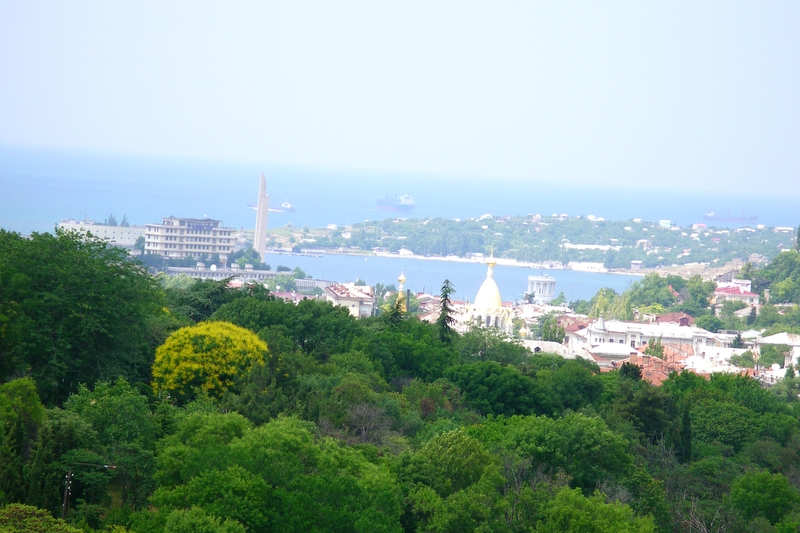
вид на центральну частину з парку
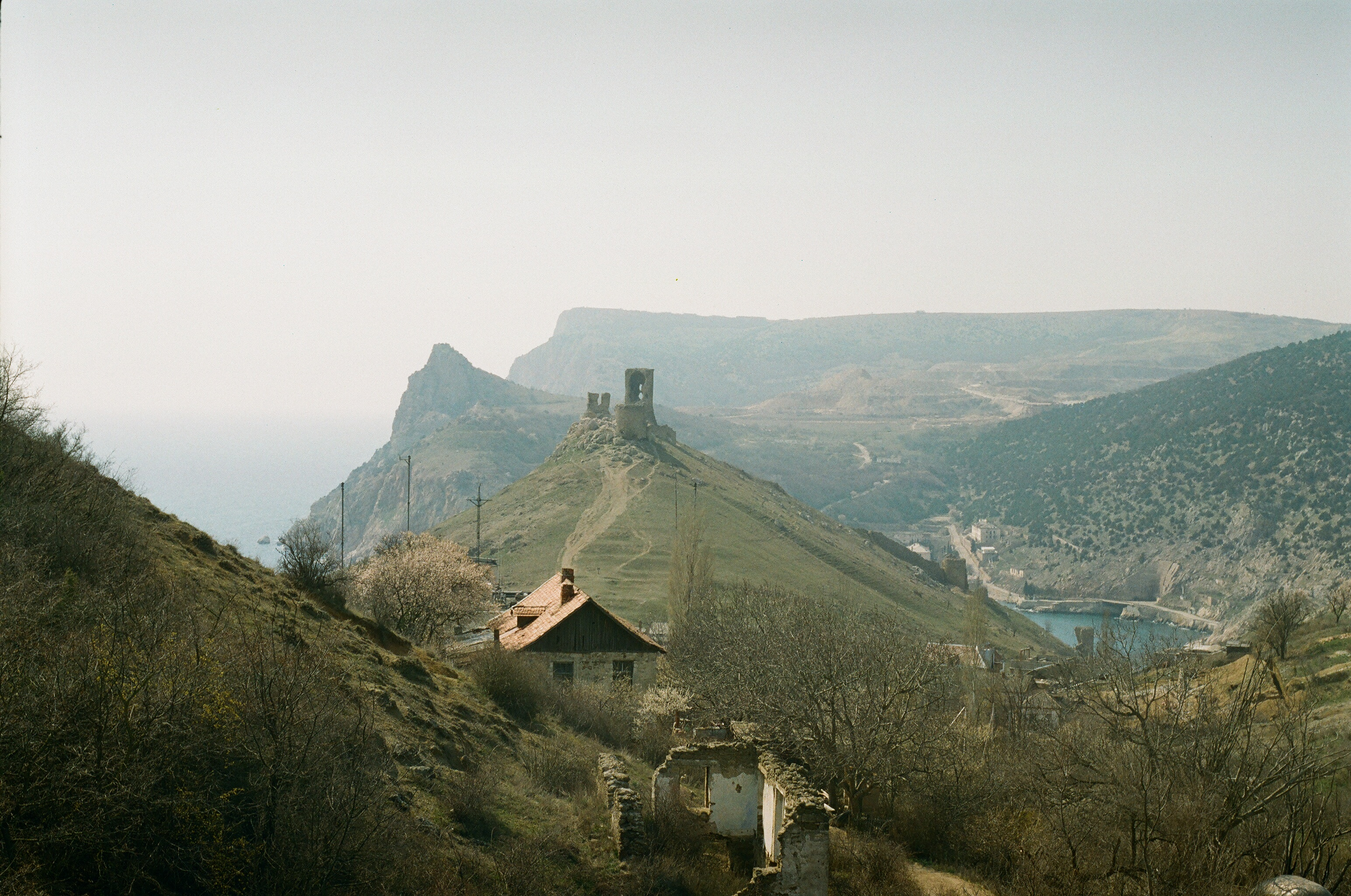
Фортеця Чембало, Балаклава
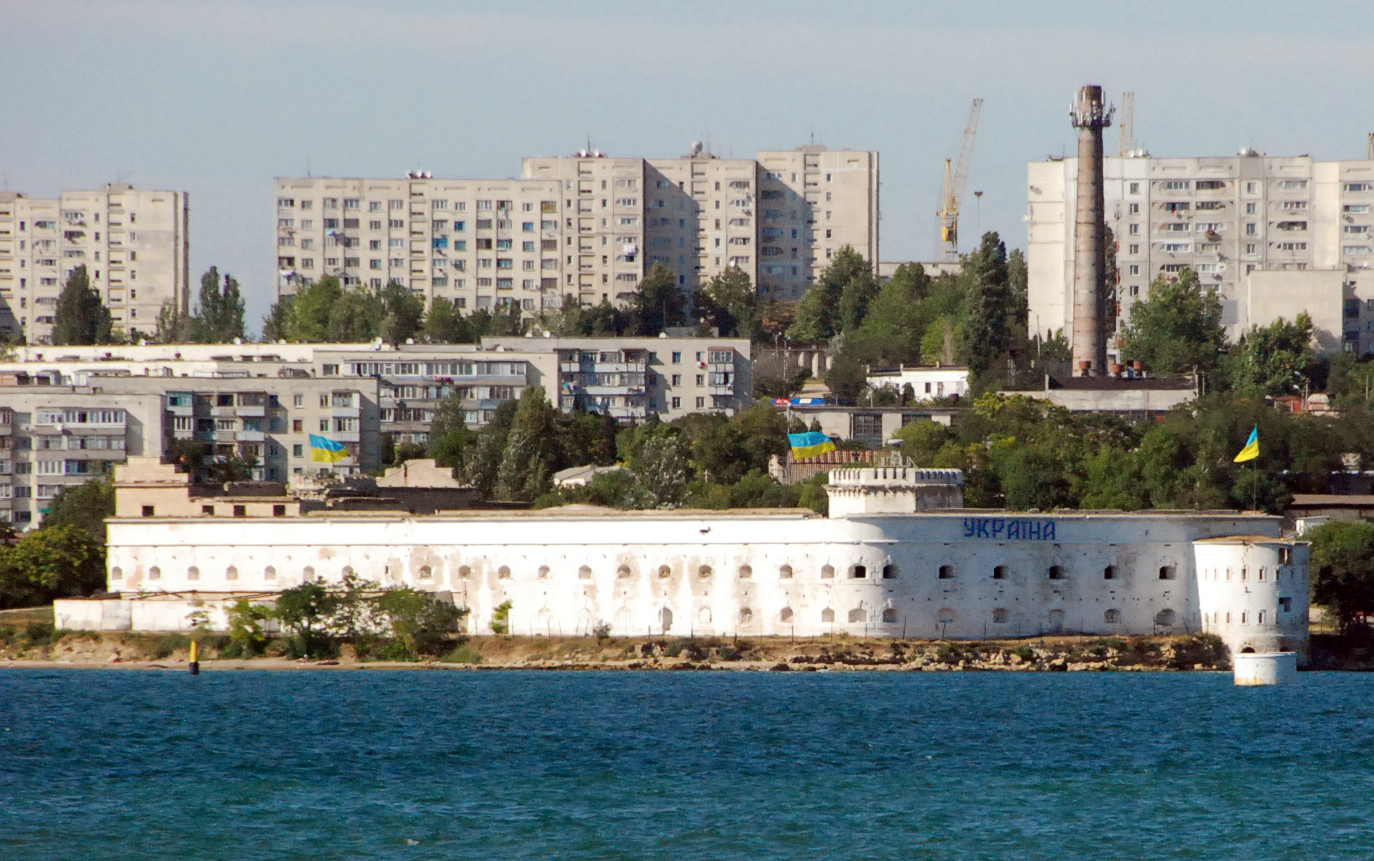
Михайлівська батарея